# Liste des transferts NBA saison 2015-2016
Pour un article plus général, voir Saison NBA 2015-2016.
Cette page présente la liste des transferts et mouvements de personnels de la NBA durant la saison 2015-2016.

## Retraites

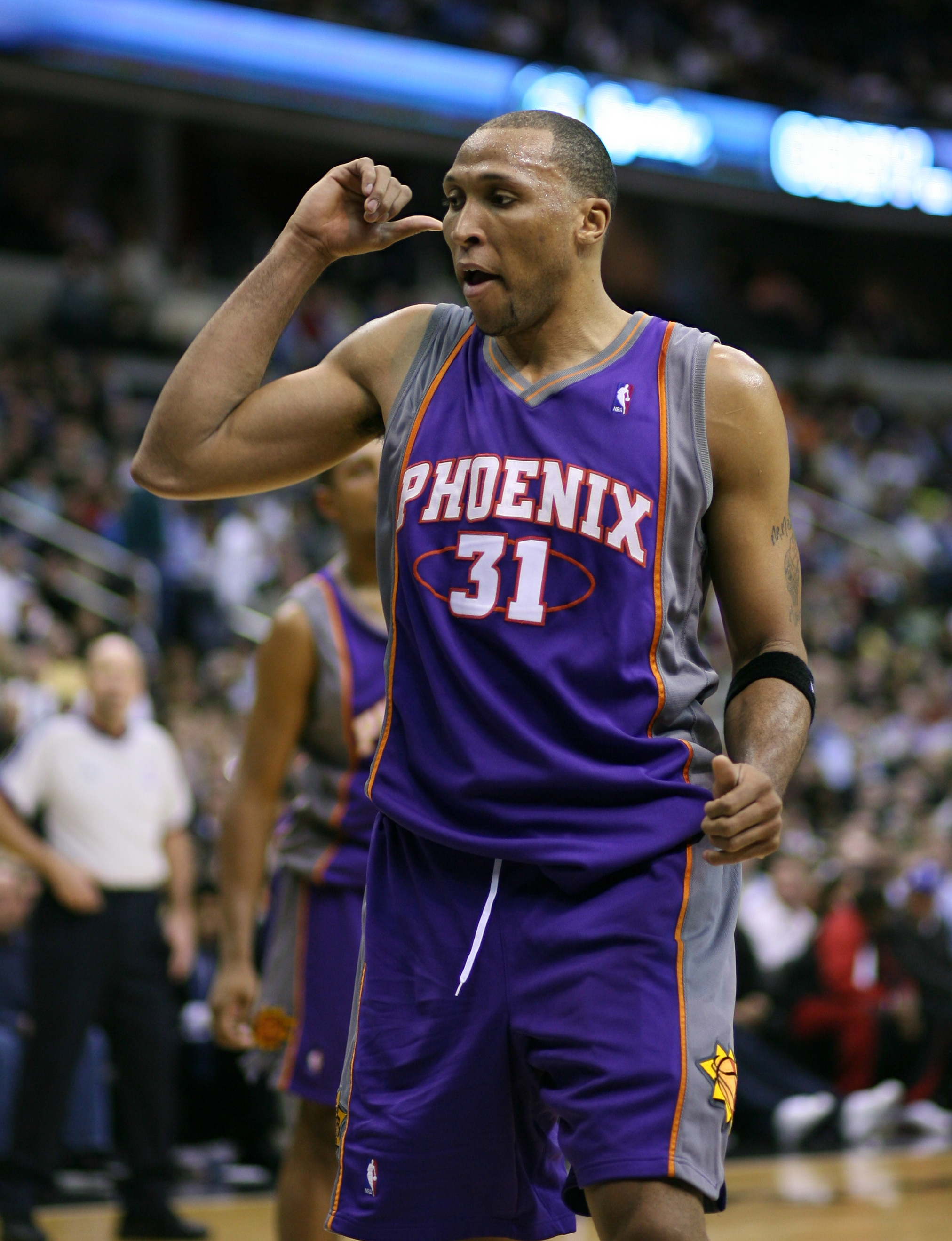
Shawn Marion avec les Suns de Phoenix

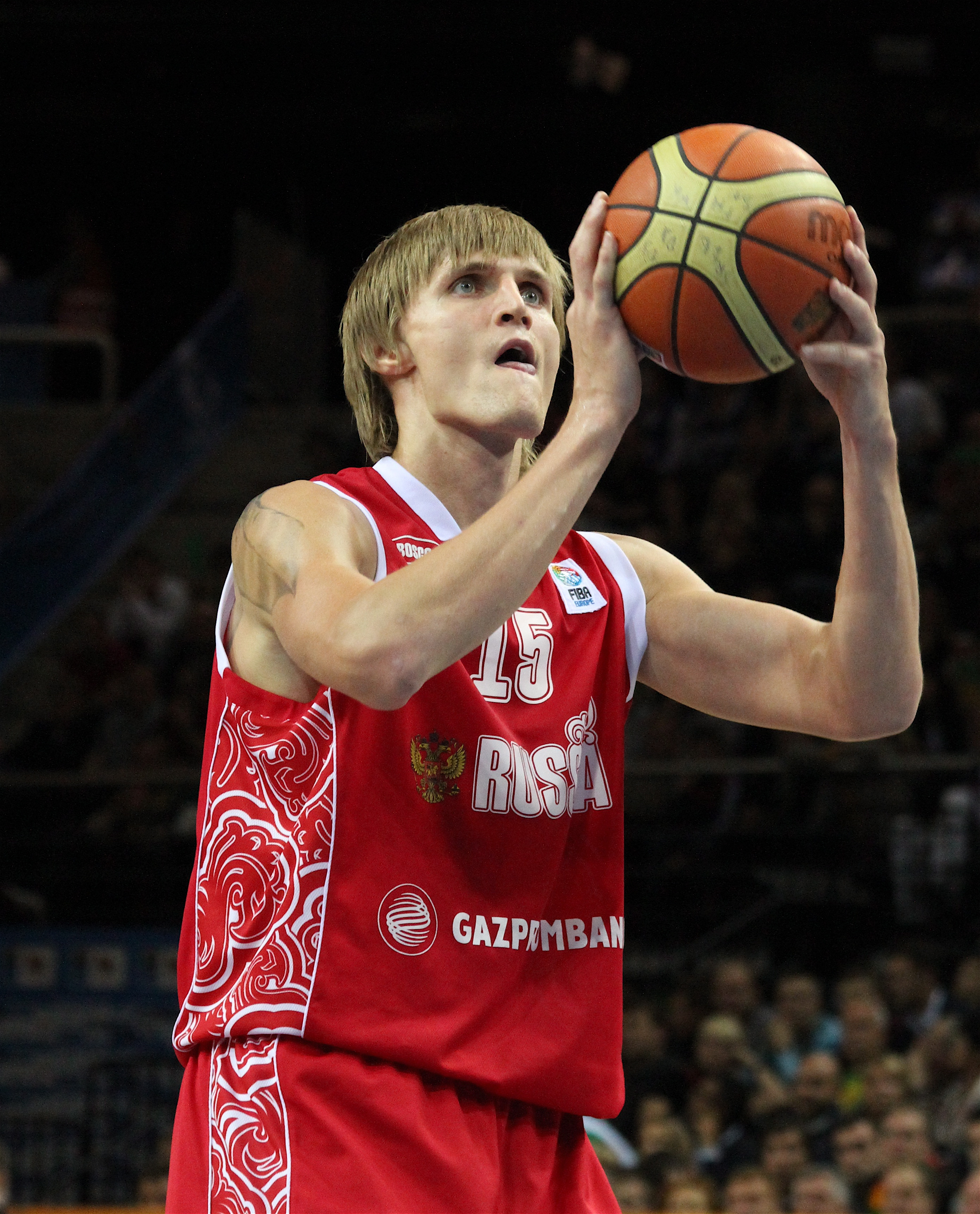
Andrei Kirilenko avec la Russie

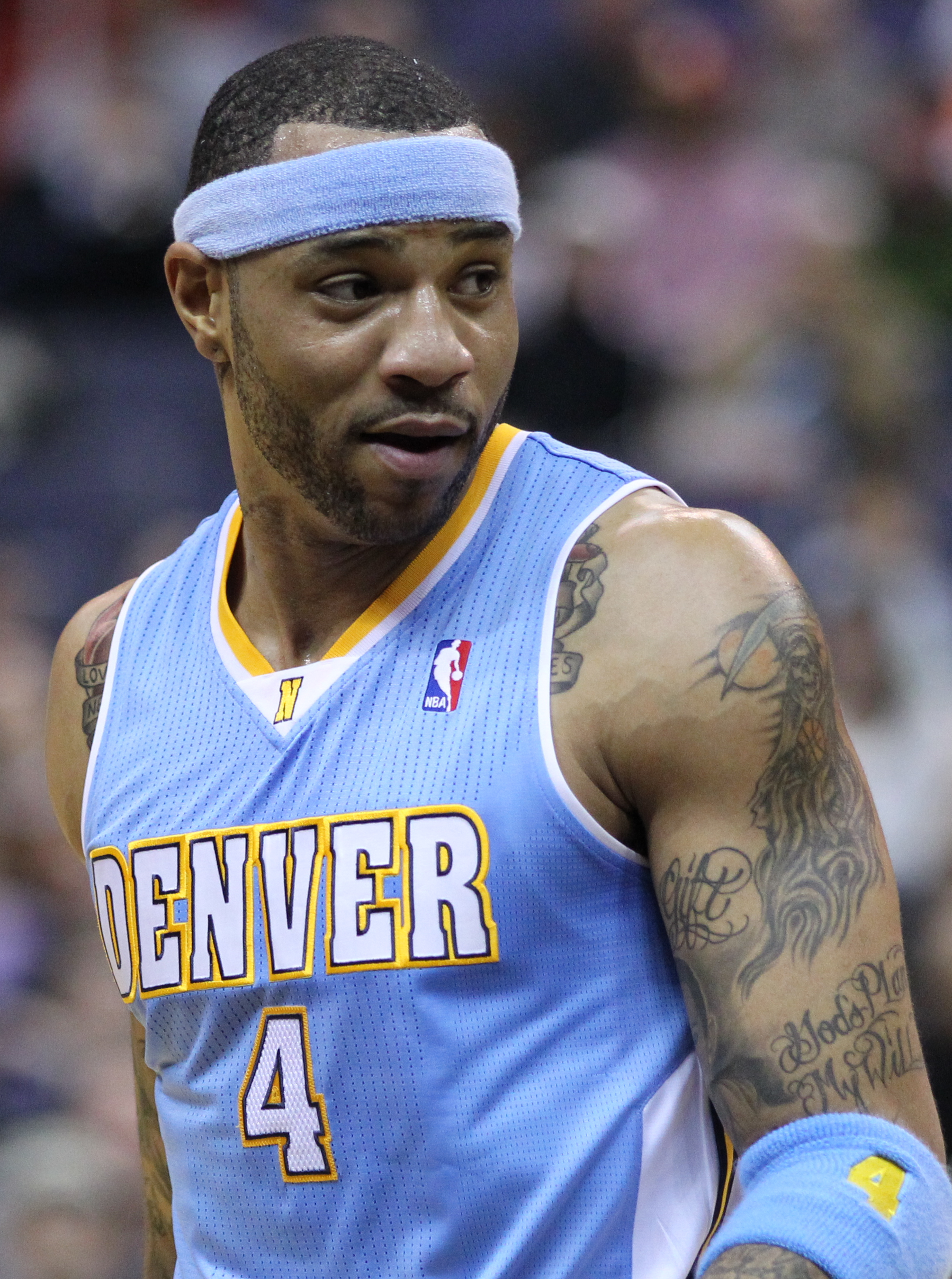
Kenyon Martin avec les Nuggets de Denver

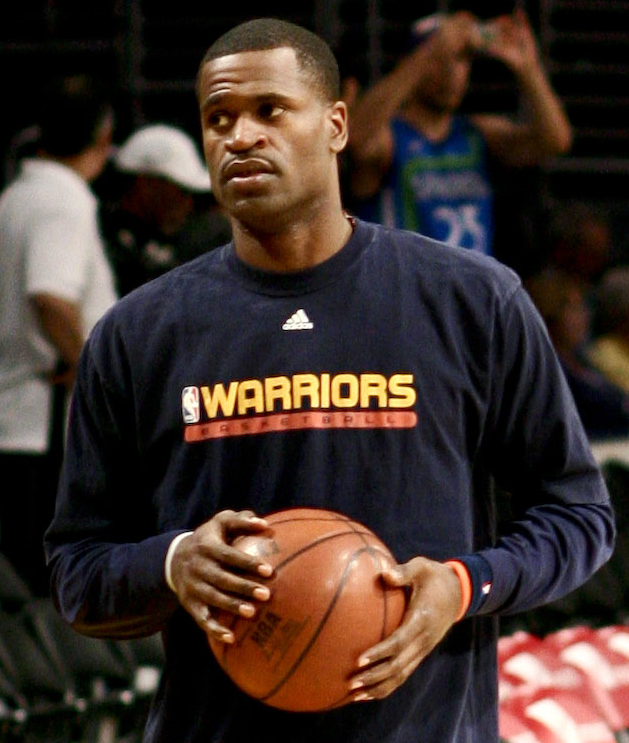
Stephen Jackson avec les Warriors de Golden State

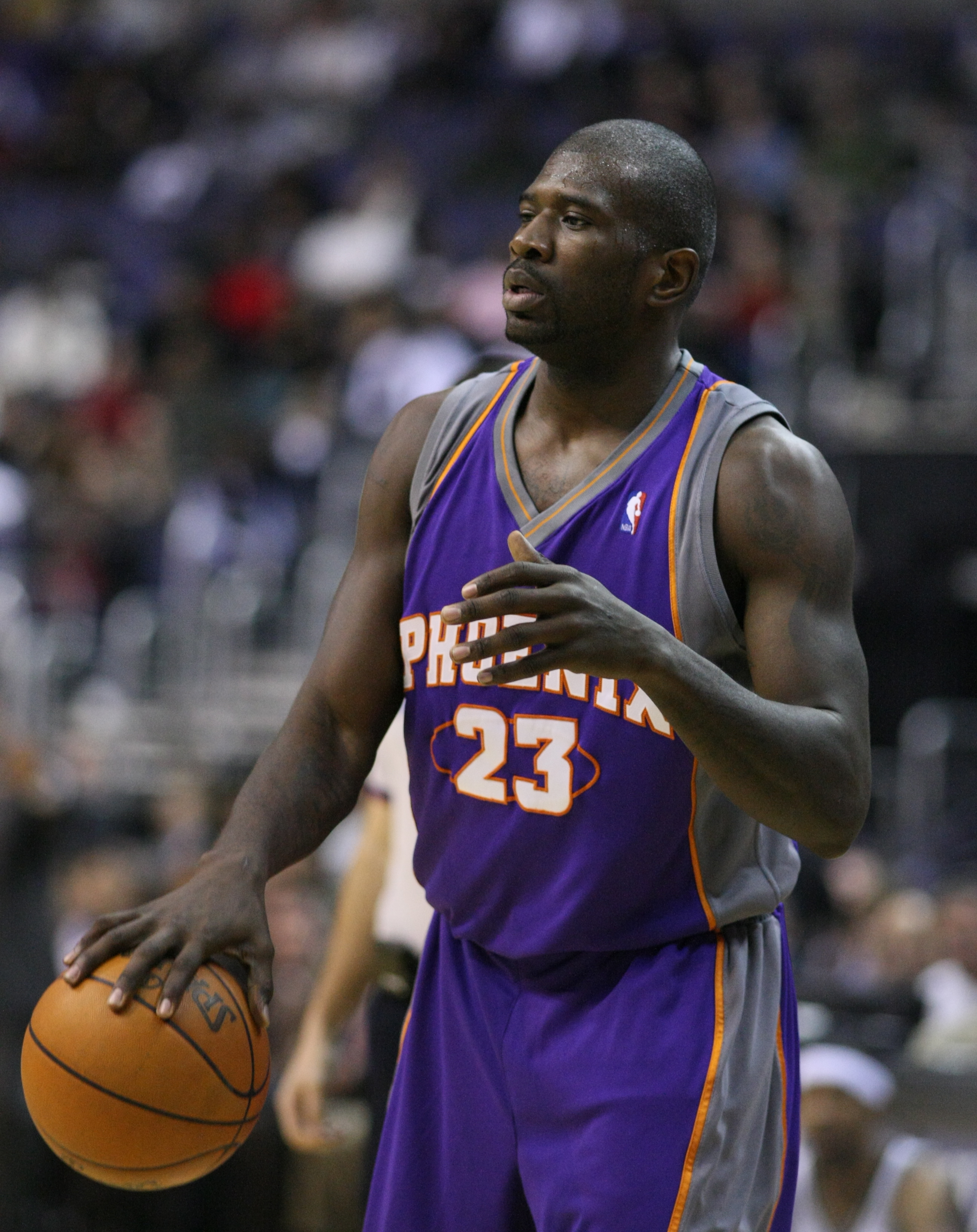
Jason Richardson avec les Suns de Phoenix

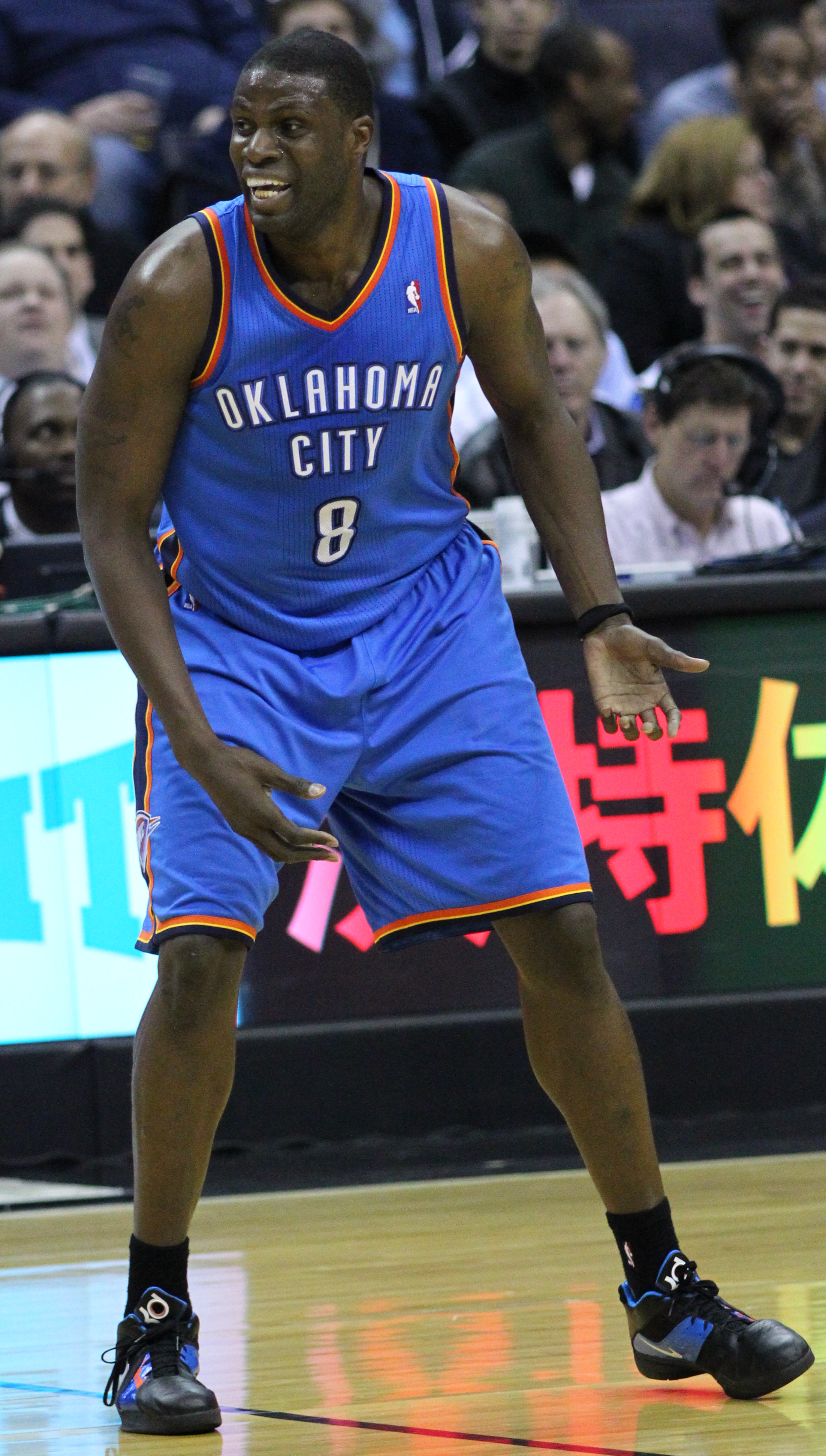
Nazr Mohammed avec le Thunder d'Oklahoma City

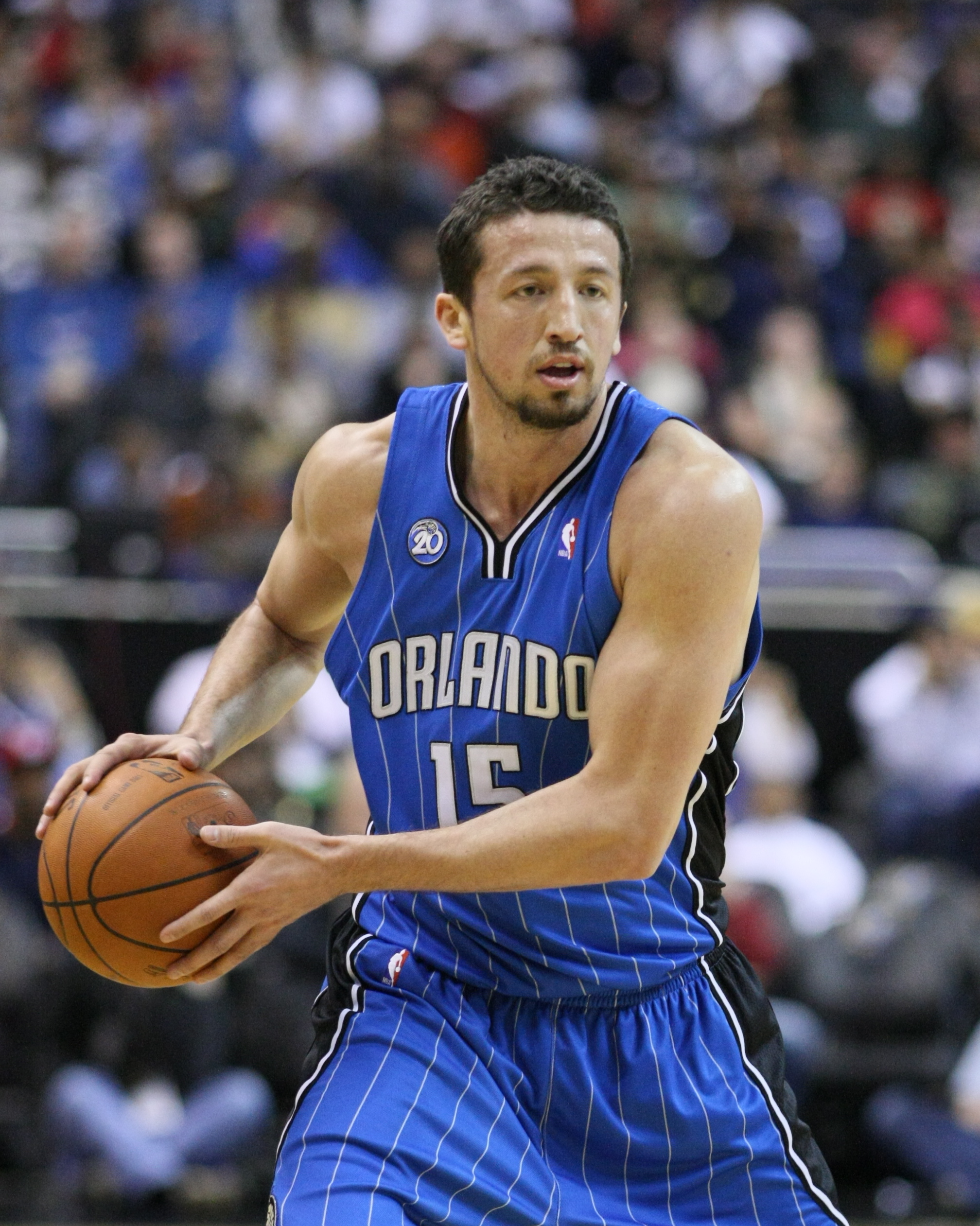
Hedo Turkoglu avec le Magic d'Orlando

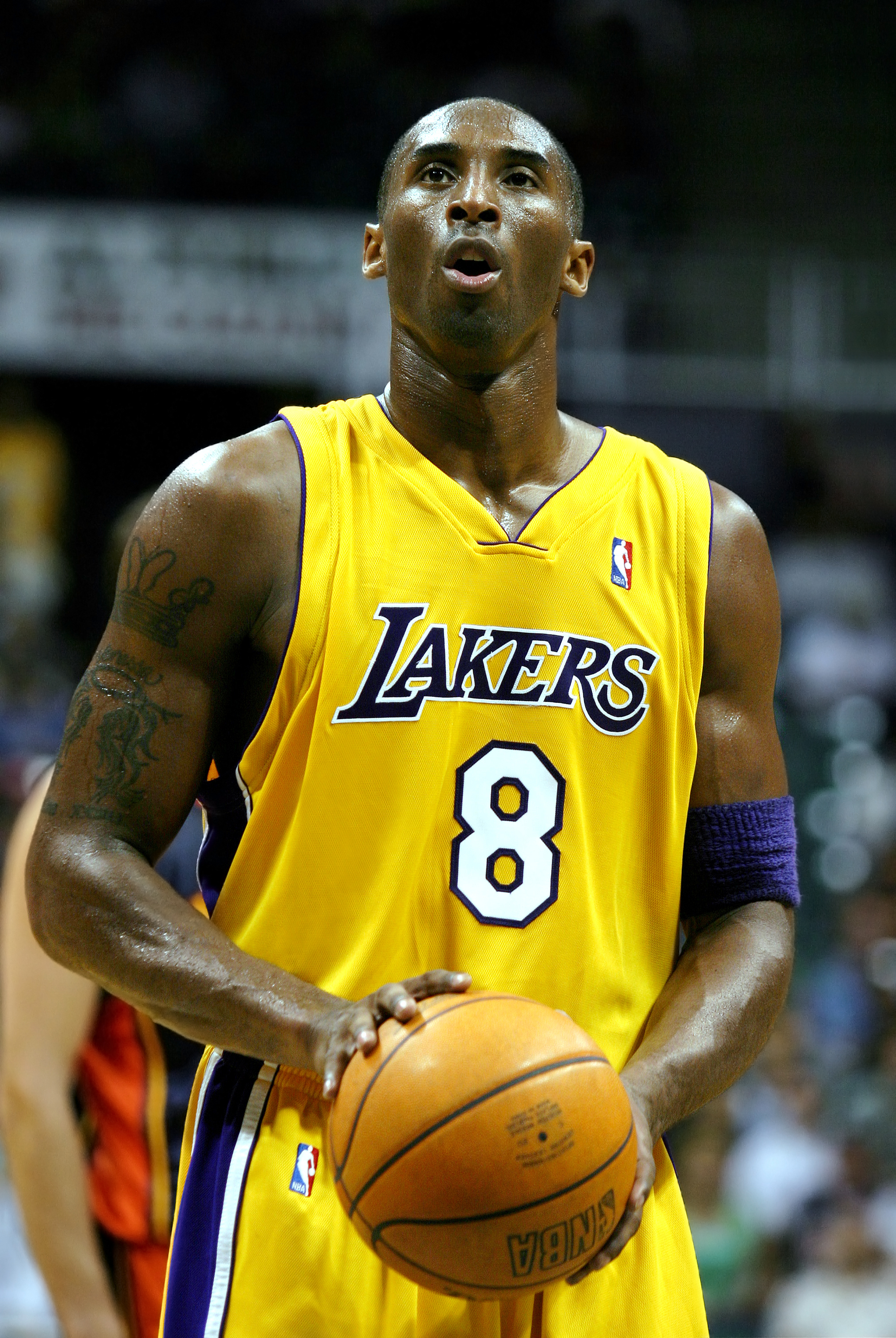
Kobe Bryant avec les Lakers de Los Angeles

| Date         | Nom               | Équipes | Âge | Palmarès | Ref.   |
| ------------ | ----------------- | --- | --- | --- | ------ |
| 18 mai       | Julius Hodge      | Nuggets de Denver (2005–2007) Bucks de Milwaukee (2007) | 31  | | [ 1 ]  |
| 7 juin       | Darius Songaila   | Kings de Sacramento (2003–2005) Bulls de Chicago (2005–2006) Wizards de Washington (2006-2009) New Orleans Hornets (2009–2010) 76ers de Philadelphie (2010-2011) | 37  | A commencé sa carrière en Russie, et l'a terminée dans son pays la Lituanie. | [ 2 ]  |
| 18 juin      | Shawn Marion      | Suns de Phoenix (1999–2008) Heat de Miami (2008–2009) Raptors de Toronto (2009) Mavericks de Dallas (2009–2014) Cavaliers de Cleveland (2014-2015) | 37  | 1x Champion NBA (2011) 4× NBA All-Star (2003, 2005, 2007) 2× All-NBA Third Team (2005, 2006) NBA All-Rookie Second Team (2000) | [ 3 ]  |
| 19 juin      | Aaron Gray        | Bulls de Chicago (2007–2010) New Orleans Hornets (2010–2011) Raptors de Toronto (2011-2013) Kings de Sacramento (2013–2014) | 30  | Retraité en raison de problèmes cardiaques, a rejoint les Pistons de Détroit comme entraîneur adjoint. | [ 4 ]  |
| 23 juin      | Andreï Kirilenko  | Jazz de l'Utah (2001–2011) Timberwolves du Minnesota (2012–2013) Nets de Brooklyn (2013-2014) | 34  | 1x NBA All-Star (2004) 1x NBA All-Defensive First Team (2006) 2× NBA All-Defensive Second Team (2004, 2005) NBA All-Rookie First Team (2002) 1x Meilleur contreur de la saison (2005) | [ 5 ]  |
| 2 juillet    | Kenyon Martin     | New Jersey Nets (2000–2004) Nuggets de Denver (2004–2011) Clippers de Los Angeles (2012) Knicks de New York (2013-2014) Bucks de Milwaukee (2015) | 37  | 1x NBA All-Star (2004) NBA All-Rookie First Team (2001) | [ 6 ]  |
| 22 juillet   | Stephen Jackson   | Nets du New Jersey (2000–2001) Spurs de San Antonio (2001–2003, 2012–2013) Hawks d'Atlanta (2003–2004) Pacers d'Indiana (2004–2007) Warriors de Golden State (2007–2009) Bobcats de Charlotte (2009–2011) Bucks de Milwaukee (2011–2012) Clippers de Los Angeles (2013–2014) | 37  | 1x Champion NBA (2003) | [ 7 ]  |
| 25 juillet   | Kelenna Azubuike  | Warriors de Golden State (2007–2010) Mavericks de Dallas (2012) | 31  | | [ 8 ]  |
| 20 août      | Coby Karl         | Lakers de Los Angeles (2007–2008) Cavaliers de Cleveland (2009) Warriors de Golden State (2010) | 32  | | [ 9 ]  |
| 8 septembre  | Dee Brown         | Jazz de l'Utah (2006–2007) Wizards de Washington (2008) Suns de Phoenix (2008–2009) | 31  | | [ 10 ] |
| 23 septembre | Jason Richardson  | Warriors de Golden State (2001–2007) Bobcats de Charlotte (2007–2008) Suns de Phoenix (2008–2010) Magic d'Orlando (2010–2012) 76ers de Philadelphie (2012–2015) | 34  | 2× Slam Dunk Contest champion (2002, 2003) NBA All-Rookie First Team (2002) | [ 11 ] |
| 9 octobre    | Daniel Gibson     | Cavaliers de Cleveland (2006–2013) | 29  | | [ 12 ] |
| 9 octobre    | Nazr Mohammed     | 76ers de Philadelphie (1998–2001) Hawks d'Atlanta (2001–2004) Knicks de New York (2004–2005) Spurs de San Antonio (2005–2006) Pistons de Détroit (2006–2007) Bobcats de Charlotte (2007–2011) Thunder d'Oklahoma City (2011–2012) Bulls de Chicago (2012–2015)               | 38  | 1x Champion NBA (2005) | [ 13 ] |
| 14 octobre   | Pops Mensah-Bonsu | Mavericks de Dallas (2006–2007) Spurs de San Antonio (2009) Raptors de Toronto (2009, 2009–2010) Rockets de Houston (2009) Hornets de la Nouvelle-Orléans (2010–2011) | 32  | | [ 14 ] |
| 21 octobre   | Stephen Graham    | Rockets de Houston (2005) Bulls de Chicago (2006) Cavaliers de Cleveland (2006) Trail Blazers de Portland (2006–2007) Pacers de l'Indiana (2007–2009) Bobcats de Charlotte (2009–2010) Nets du New Jersey (2010–2011)                                                        | 33  | | [ 15 ] |
| 26 octobre   | Sean May          | Bobcats de Charlotte (2005–2009) Kings de Sacramento (2009–2010) | 31  | | [ 16 ] |
| 13 novembre  | Hedo Türkoğlu     | Kings de Sacramento (2000–2003) Spurs de San Antonio (2003–2004) Magic d'Orlando (2004–2009; 2010–2014) Raptors de Toronto (2009–2010) Suns de Phoenix (2010) Clippers de Los Angeles (2014–2015)                                                                            | 36  | 1x NBA Most Improved Player (2008) NBA All-Rookie Second Team (2001) | [ 17 ] |
| 13 avril     | Kobe Bryant       | Lakers de Los Angeles (1996–2016) | 37  | 5× Champion NBA (2000, 2001, 2002, 2009, 2010) 2× MVP des Finales (2009, 2010) 1x NBA Most Valuable Player (2008) 18× NBA All-Star (1998, 2000–2016) 4× NBA All-Star Game MVP (2002, 2007, 2009, 2011) 11× All-NBA First Team (2002–2004, 2006–2013) 2× All-NBA Second Team (2000, 2001) 2× All-NBA Third Team (1999, 2005) 9× NBA All-Defensive First Team (2000, 2003, 2004, 2006–2011) 3× NBA All-Defensive Second Team (2001, 2002, 2012) 2× Meilleur marqueur de la saison (2006, 2007) 1x NBA Slam Dunk Contest champion (1997) NBA All-Rookie Second Team (1997) | [ 18 ] |

## Encadrement

### Entraîneurs

#### Avant-saison
| Date de signature | Équipe                    | Ancien entraîneur | Raison du départ                            | Nouvel entraîneur | Dernier poste occupé                                    | Ref.   |
| ----------------- | ------------------------- | ----------------- | ------------------------------------------- | ----------------- | ------------------------------------------------------- | ------ |
| 30 avril          | Thunder d'Oklahoma City   | Scott Brooks      | Limogé                                      | Billy Donovan     | Gators de la Floride (NCAA) Entraîneur (1996–2015)      | ,      |
| 29 mai            | Magic d'Orlando           | James Borrego     | Intérim, contrat non renouvelé              | Scott Skiles      | Bucks de Milwaukee Entraîneur (2008–2013)               | [ 21 ] |
| 30 mai            | New Orleans Pelicans      | Monty Williams    | Limogé                                      | Alvin Gentry      | Warriors de Golden State Entraîneur adjoint (2014–2015) | ,      |
| 2 juin            | Bulls de Chicago          | Tom Thibodeau     | Limogé                                      | Fred Hoiberg      | Cyclones d'Iowa State (NCAA) Entraîneur (2010–2015)     | ,      |
| 15 juin           | Nuggets de Denver         | Melvin Hunt       | Intérim, contrat non renouvelé              | Michael Malone    | Kings de Sacramento Entraîneur (2013–2014)              | [ 26 ] |
| 11 septembre      | Timberwolves du Minnesota | Flip Saunders     | Raisons personnelles (décédé le 25 octobre) | Sam Mitchell      | Kings de Sacramento Entraîneur adjoint (2014–2015)      | [ 27 ] |

#### Saison
| Date de signature | Équipe                 | Ancien entraîneur | Raison du départ | Nouvel entraîneur           | Dernier poste occupé                              | Ref.   |
| ----------------- | ---------------------- | ----------------- | ---------------- | --------------------------- | ------------------------------------------------- | ------ |
| 18 novembre       | Rockets de Houston     | Kevin McHale      | Limogé           | J. B. Bickerstaff (intérim) | Rockets de Houston Entraîneur adjoint (2011–2015) | [ 28 ] |
| 10 janvier        | Nets de Brooklyn       | Lionel Hollins    | Limogé           | Tony Brown (intérim)        | Nets de Brooklyn Entraîneur adjoint (2014–2016)   | [ 29 ] |
| 22 janvier        | Cavaliers de Cleveland | David Blatt       | Limogé           | Tyronn Lue                  | Nets de Brooklyn Entraîneur adjoint (2014–2016)   | [ 30 ] |
| 1er février       | Suns de Phoenix        | Jeff Hornacek     | Limogé           | Earl Watson (intérim)       | Suns de Phoenix Entraîneur adjoint (2015–2016)    | [ 31 ] |
| 8 février         | Knicks de New York     | Derek Fisher      | Limogé           | Kurt Rambis (intérim)       | Knicks de New York Staff (2014–2016)              | [ 32 ] |

### Manager Général

#### Avant saison
| Date    | Équipe              | Ancien manager géneral | Raison du départ                      | Nouveau manager général | Dernier poste occupé                                            | Ref. |
| ------- | ------------------- | ---------------------- | ------------------------------------- | ----------------------- | --------------------------------------------------------------- | ---- |
| 30 juin | Hawks d'Atlanta     | Danny Ferry            | Résiliation de contrat                | Wes Wilcox              | Hawks d'Atlanta Assistant général manager (2012-2015)           | ,    |
| 31 août | Kings de Sacramento | Pete D'Alessandro      | Contrat non renouvelé, signe à Denver | Vlade Divac             | Kings de Sacramento Vice président des opérations basket (2015) | ,    |

#### Pendant la saison
| Date       | Équipe                | Ancien manager géneral | Raison du départ       | Nouveau manager général | Dernier poste occupé                                        | Ref.   |
| ---------- | --------------------- | ---------------------- | ---------------------- | ----------------------- | ----------------------------------------------------------- | ------ |
| 18 février | Nets de Brooklyn      | Billy King             | Licencié               | Sean Marks              | Spurs de San Antonio Assistant général manager (2014-2016)  | [ 37 ] |
| 10 avril   | 76ers de Philadelphie | Sam Hinkie             | Résiliation de contrat | Bryan Colangelo         | Raptors de Toronto Président et général manager (2006-2013) | ,      |

## Joueurs

### Échanges
| Juin             | Juin | Juin | Juin                   |
| ---------------- | --- | --- | ---------------------- |
| 11 juin 2015     | Échange à deux équipes | Échange à deux équipes | Échange à deux équipes |
| 11 juin 2015     | Vers Pistons de Détroit - Ersan İlyasova | Vers Bucks de Milwaukee - Caron Butler - Shawne Williams | [ 40 ]                 |
| 15 juin 2015     | Échange à deux équipes | Échange à deux équipes | Échange à deux équipes |
| 15 juin 2015     | Vers Hornets de Charlotte - Matt Barnes - Spencer Hawes | Vers Clippers de Los Angeles - Lance Stephenson | [ 41 ]                 |
| 24 juin 2015     | Échange à deux équipes | Échange à deux équipes | Échange à deux équipes |
| 24 juin 2015     | Vers Magic d'Orlando - Droits sur Jānis Timma (60e choix de la draft 2013) | Vers Grizzlies de Memphis - Luke Ridnour | [ 42 ]                 |
| 24 juin 2015     | Échange à deux équipes | |                        |
| 24 juin 2015     | Vers Hornets de Charlotte - Nicolas Batum | Vers Trail Blazers de Portland - Gerald Henderson Jr. - Noah Vonleh                                                                                         | [ 43 ]                 |
| 25 juin 2015     | Échange à deux équipes | Échange à deux équipes | Échange à deux équipes |
| 25 juin 2015     | Vers Grizzlies de Memphis - Matt Barnes | Vers Hornets de Charlotte - Luke Ridnour | [ 44 ]                 |
| 25 juin 2015     | Échange à deux équipes | |                        |
| 25 juin 2015     | Vers Thunder d'Oklahoma City - Luke Ridnour - Second tour de draft 2016 (conditionnel) | Vers Hornets de Charlotte - Jeremy Lamb | [ 45 ]                 |
| 25 juin 2015     | Échange à deux équipes | |                        |
| 25 juin 2015     | Vers Bucks de Milwaukee - Greivis Vásquez | Vers Raptors de Toronto - Premier tour de draft 2016 (protégé) - Droits sur le 15e choix de la draft 2015 : Norman Powell                                   | [ 46 ]                 |
| 25 juin 2015     | Échange à trois équipes | |                        |
| 25 juin 2015     | Vers Hawks d'Atlanta - Tim Hardaway, Jr. (de New York) - Second tour de draft 2016 (de Washington) - Second tour de draft 2019 (de Washington) | Vers Knicks de New York - Droits sur le 19e choix de la draft 2015 : Jerian Grant (de Washington)                                                           | [ 47 ]                 |
| 25 juin 2015     | Vers Hawks d'Atlanta - Tim Hardaway, Jr. (de New York) - Second tour de draft 2016 (de Washington) - Second tour de draft 2019 (de Washington) | Vers Wizards de Washington - Droits sur le 15e choix de la draft 2015 : Kelly Oubre (d'Atlanta)                                                             | [ 47 ]                 |
| 25 juin 2015     | Échange à deux équipes | |                        |
| 25 juin 2015     | Vers Cavaliers de Cleveland - Droits sur le 31e choix de la draft 2015 : Cedi Osman - Droits sur le 36e choix de la draft 2015 : Rakeem Christmas - Second tour de draft 2019 | Vers Timberwolves du Minnesota - Droits sur le 24e choix de la draft 2015 : Tyus Jones                                                                      | [ 48 ]                 |
| 25 juin 2015     | Échange à deux équipes | |                        |
| 25 juin 2015     | Vers Pelicans de La Nouvelle-Orléans - Compensation financière | Vers Clippers de Los Angeles - Droits sur le 56e choix de la draft 2015 : Branden Dawson                                                                    | [ 49 ]                 |
| 25 juin 2015     | Échange à deux équipes | |                        |
| 25 juin 2015     | Vers Trail Blazers de Portland - Mason Plumlee - Droits sur le 41e choix de la draft 2015 : Pat Connaughton | Vers Nets de Brooklyn - Steve Blake - Droits sur le 23e choix de la draft 2015 : Rondae Hollis-Jefferson                                                    | [ 50 ]                 |
| 25 juin 2015     | Échange à deux équipes | |                        |
| 25 juin 2015     | Vers Trail Blazers de Portland - Droits sur le 54e choix de la draft 2015 : Dani Díez | Vers Nets de Brooklyn - Compensation financière | [ 51 ]                 |
| 25 juin 2015     | Échange à deux équipes | |                        |
| 25 juin 2015     | Vers Suns de Phoenix - Jon Leuer | Vers Grizzlies de Memphis - Droits sur le 44e choix de la draft 2015 : Andrew Harrison                                                                      | [ 52 ]                 |
| 25 juin 2015     | Échange à deux équipes | |                        |
| 25 juin 2015     | Vers Hornets de Charlotte - Second tour de draft 2018 - Second tour de draft 2019 - Compensation financière | Vers Nets de Brooklyn - Droits sur le 39e choix de la draft 2015 : Juan Pablo Vaulet                                                                        | [ 53 ]                 |
| 26 juin 2015     | Échange à deux équipes | Échange à deux équipes | Échange à deux équipes |
| 26 juin 2015     | Vers Knicks de New York - Droits sur le 35e choix de la draft 2015 : Willy Hernangómez | Vers 76ers de Philadelphie - Second tour de draft 2020 - Second tour de draft 2021 - Compensation financière                                                | [ 54 ]                 |
| 30 juin 2015     | Échange à deux équipes | Échange à deux équipes | Échange à deux équipes |
| 30 juin 2015     | Vers Raptors de Toronto - Luke Ridnour - Compensation financière | Vers Thunder d'Oklahoma City - Droits sur le 56e choix de la draft 2012 : Tomislav Zubčić                                                                   | [ 55 ]                 |
| 9 juillet 2015   | Échange à deux équipes | Échange à deux équipes | Échange à deux équipes |
| 9 juillet 2015   | Vers Spurs de San Antonio - Droits sur Yórgos Príntezis - Futur second tour de draft | Vers Hawks d'Atlanta - Tiago Splitter | [ 56 ]                 |
| 9 juillet 2015   | Échange à deux équipes | |                        |
| 9 juillet 2015   | Vers Pistons de Détroit - Reggie Bullock - Danny Granger - Marcus Morris | Vers Suns de Phoenix - Second tour de draft 2020 | [ 57 ]                 |
| 9 juillet 2015   | Échange à deux équipes | |                        |
| 9 juillet 2015   | Vers Knicks de New York - Kyle O'Quinn (sign and trade) | Vers Magic d'Orlando - Droit d'échanger leur second tour de draft 2019 - Compensation financière                                                            | [ 58 ]                 |
| 9 juillet 2015   | Échange à deux équipes | |                        |
| 9 juillet 2015   | Vers Spurs de San Antonio - Ray McCallum, Jr. | Vers Kings de Sacramento - Second tour de draft 2016 | [ 59 ]                 |
| 9 juillet 2015   | Échange à deux équipes | |                        |
| 9 juillet 2015   | Vers Wizards de Washington - Jared Dudley | Vers Bucks de Milwaukee - Futur second tour de draft | [ 60 ]                 |
| 9 juillet 2015   | Échange à deux équipes | |                        |
| 9 juillet 2015   | Vers Mavericks de Dallas - Zaza Pachulia | Vers Bucks de Milwaukee - Futur second tour de draft | [ 61 ]                 |
| 9 juillet 2015   | Échange à deux équipes | |                        |
| 9 juillet 2015   | Vers Lakers de Los Angeles - Roy Hibbert | Vers Pacers de l'Indiana - Futur second tour de draft | [ 62 ]                 |
| 10 juillet 2015  | Échange à deux équipes | Échange à deux équipes | Échange à deux équipes |
| 10 juillet 2015  | Vers 76ers de Philadelphie - Nik Stauskas - Carl Landry - Jason Thompson - Futur premier tour de draft - Droit d'échanger leur premier tour de draft 2016 et 2017 | Vers Kings de Sacramento - Droits sur le 47e choix de la draft 2015 : Artūras Gudaitis - Droits sur le 60e choix de la draft 2015 : Luka Mitrović           | [ 63 ]                 |
| 12 juillet 2015  | Échange à deux équipes | Échange à deux équipes | Échange à deux équipes |
| 12 juillet 2015  | Vers Pacers de l'Indiana - Chase Budinger | Vers Timberwolves du Minnesota - Damjan Rudež | [ 64 ]                 |
| 13 juillet 2015  | Échange à deux équipes | Échange à deux équipes | Échange à deux équipes |
| 13 juillet 2015  | Vers Nets de Brooklyn - Quincy Miller | Vers Pistons de Détroit - Steve Blake | [ 65 ]                 |
| 14 juillet 2015  | Échange à deux équipes | Échange à deux équipes | Échange à deux équipes |
| 14 juillet 2015  | Vers Celtics de Boston - Perry Jones - Second tour de draft 2019 - Compensation financière | Vers Thunder d'Oklahoma City - Second tour de draft 2018 (protégé) - Trade exception                                                                        | [ 66 ]                 |
| 14 juillet 2015  | Échange à deux équipes | |                        |
| 14 juillet 2015  | Vers Trail Blazers de Portland - Maurice Harkless | Vers Magic d'Orlando - Second tour de draft 2020 (protégé)                                                                                                  | [ 67 ]                 |
| 20 juillet 2015  | Échange à deux équipes | Échange à deux équipes | Échange à deux équipes |
| 20 juillet 2015  | Vers Rockets de Houston - Ty Lawson - Second tour de draft 2017 | Vers Nuggets de Denver - Kóstas Papanikoláou - Pablo Prigioni - Joey Dorsey - Nick Johnson - Premier tour de draft 2016 (protégé) - Compensation financière | [ 68 ]                 |
| 23 juillet 2015  | Échange à deux équipes | Échange à deux équipes | Échange à deux équipes |
| 23 juillet 2015  | Vers Pacers de l'Indiana - Droits sur le 36e choix de la draft 2015 : Rakeem Christmas | Vers Cavaliers de Cleveland - Second tour de draft 2019 | [ 69 ]                 |
| 27 juillet 2015  | Échange à deux équipes | Échange à deux équipes | Échange à deux équipes |
| 27 juillet 2015  | Vers Celtics de Boston - Zoran Dragić - Second tour de draft 2020 - Compensation financière | Vers Heat de Miami - Second tour de draft 2019 | [ 70 ]                 |
| 27 juillet 2015  | Échange à deux équipes | |                        |
| 27 juillet 2015  | Vers Celtics de Boston - David Lee | Vers Warriors de Golden State - Gerald Wallace - Chris Babb                                                                                                 | [ 71 ]                 |
| 27 juillet 2015  | Échange à deux équipes | |                        |
| 27 juillet 2015  | Vers Magic d'Orlando - Shabazz Napier - Compensation financière | Vers Heat de Miami - Second tour de draft 2016 (protégé) | [ 72 ]                 |
| 27 juillet 2015  | Échange à deux équipes | |                        |
| 27 juillet 2015  | Vers Trail Blazers de Portland - Brendan Haywood - Mike Miller - Second tour de draft 2019 - Second tour de draft 2020 | Vers Cavaliers de Cleveland - Compensation financière - Deux trade exceptions                                                                               | [ 73 ]                 |
| 31 juillet 2015  | Échange à deux équipes | Échange à deux équipes | Échange à deux équipes |
| 31 juillet 2015  | Vers Warriors de Golden State - Jason Thompson | Vers 76ers de Philadelphie - Gerald Wallace - Compensation financière - Draft considerations                                                                | [ 74 ]                 |
| Novembre         | | |                        |
| 10 novembre 2015 | Échange à deux équipes | Échange à deux équipes | Échange à deux équipes |
| 10 novembre 2015 | Vers Grizzlies de Memphis - Mario Chalmers - James Ennis | Vers Heat de Miami - Jarnell Stokes - Beno Udrih | [ 75 ]                 |
| Décembre         | | |                        |
| 24 décembre 2015 | Échange à deux équipes | Échange à deux équipes | Échange à deux équipes |
| 24 décembre 2015 | Vers Pelicans de La Nouvelle-Orléans - Deux futurs second tour de draft | Vers 76ers de Philadelphie - Ish Smith | [ 76 ]                 |
| Janvier          | | |                        |
| 12 janvier 2016  | Échange à deux équipes | Échange à deux équipes | Échange à deux équipes |
| 12 janvier 2016  | Vers Cavaliers de Cleveland - Second tour de draft 2020 (protégé) | Vers Magic d'Orlando - Joe Harris - Second tour de draft 2017 (protégé) - Compensation financière                                                           | [ 77 ]                 |
| 22 janvier 2016  | Échange à deux équipes | Échange à deux équipes | Échange à deux équipes |
| 22 janvier 2016  | Vers Clippers de Los Angeles - Droits sur Maarty Leunen | Vers Rockets de Houston - Josh Smith - Droits sur Serhiy Lichtchouk - Compensation financière                                                               | [ 78 ]                 |
| Février          | | |                        |
| 16 février 2016  | Échange à deux équipes | Échange à deux équipes | Échange à deux équipes |
| 16 février 2016  | Vers Magic d'Orlando - Ersan İlyasova - Brandon Jennings | Vers Pistons de Détroit - Tobias Harris | [ 79 ]                 |
| 16 février 2016  | Échange à trois équipes | |                        |
| 16 février 2016  | Vers Grizzlies de Memphis - P. J. Hairston (de Charlotte) - Chris Andersen (de Miami) - Second tour de draft 2017 (de Miami - protégé) - Second tour de draft 2018 (de Charlotte) - Second tour de draft 2019 (de Brooklyn via Charlotte) - Second tour de draft 2019 (de Boston via Miami - protégé) | Vers Hornets de Charlotte - Courtney Lee (de Memphis) - Compensation financière (de Memphis)                                                                | [ 80 ]                 |
| 16 février 2016  | Vers Grizzlies de Memphis - P. J. Hairston (de Charlotte) - Chris Andersen (de Miami) - Second tour de draft 2017 (de Miami - protégé) - Second tour de draft 2018 (de Charlotte) - Second tour de draft 2019 (de Brooklyn via Charlotte) - Second tour de draft 2019 (de Boston via Miami - protégé) | Vers Heat de Miami - Brian Roberts (de Charlotte) | [ 80 ]                 |
| 18 février 2016  | Échange à deux équipes | Échange à deux équipes | Échange à deux équipes |
| 18 février 2016  | Vers Pelicans de La Nouvelle-Orléans - Jarnell Stokes - Compensation financière | Vers Heat de Miami - Second tour de draft 2018 | [ 81 ]                 |
| 18 février 2016  | Échange à deux équipes | |                        |
| 18 février 2016  | Vers Thunder d'Oklahoma City - Randy Foye - Trade exception | Vers Nuggets de Denver - D. J. Augustin - Steve Novak - Deux seconds tour de draft 2016 - Compensation financière                                           | [ 82 ]                 |
| 18 février 2016  | Échange à deux équipes | |                        |
| 18 février 2016  | Vers Clippers de Los Angeles - Jeff Green | Vers Grizzlies de Memphis - Lance Stephenson - Premier tour de draft 2019 (protégé)                                                                         | [ 83 ]                 |
| 18 février 2016  | Échange à deux équipes | |                        |
| 18 février 2016  | Vers Suns de Phoenix - DeJuan Blair - Kris Humphries - Premier tour de draft 2016 (protégé) | Vers Wizards de Washington - Markieff Morris | [ 84 ]                 |
| 18 février 2016  | Échange à deux équipes | |                        |
| 18 février 2016  | Vers Trail Blazers de Portland - Brian Roberts - Futur second tour de draft | Vers Heat de Miami - Compensation financière | [ 85 ] [ 86 ]          |
| 18 février 2016  | Échange à trois équipes | |                        |
| 18 février 2016  | Vers Bulls de Chicago - Justin Holiday (d'Atlanta) - Second tour de draft 2018 (de Denver via Atlanta via Utah) | Vers Jazz de l'Utah - Shelvin Mack (d'Atlanta) | [ 87 ] [ 88 ]          |
| 18 février 2016  | Vers Bulls de Chicago - Justin Holiday (d'Atlanta) - Second tour de draft 2018 (de Denver via Atlanta via Utah) | Vers Hawks d'Atlanta - Kirk Hinrich (de Chicago) | [ 87 ] [ 88 ]          |
| 18 février 2016  | Échange à trois équipes | |                        |
| 18 février 2016  | Vers Magic d'Orlando - Jared Cunningham (de Cleveland) - Second tour de draft 2020 (de Portland) | Vers Trail Blazers de Portland - Anderson Varejão (de Cleveland) - Futur premier tour de draft (de Cleveland)                                               | [ 89 ] [ 90 ]          |
| 18 février 2016  | Vers Cavaliers de Cleveland - Channing Frye (d'Orlando) - Futur second tour de draft (de Portland) | | [ 89 ] [ 90 ]          |

### Agents libres
À partir du 1er juillet 2015, les franchises et les agents libres (Free Agent en anglais) peuvent entrer en négociations, mais
les joueurs ne peuvent signer qu'à partir du 9 juillet, après la fin du moratoire de juillet. Pour les joueurs ci-dessous est indiquée la dernière équipe de la NBA avec laquelle ils ont joué en 2014-15. Tous les joueurs sont agents libres sans restriction, sauf indication contraire. L'équipe de l'agent libre restrictif a le droit de garder le joueur en proposant une offre équivalente à celle proposée par une autre équipe.
| Joueur                          | Date signature | Nouvelle équipe                                                              | Équipe 2014-2015                                                             | Ref     |
| ------------------------------- | -------------- | ---------------------------------------------------------------------------- | ---------------------------------------------------------------------------- | ------- |
| Ryan Boatright                  | 2 juillet      | Nets de Brooklyn                                                             | Connecticut (Non drafté lors de la Draft 2015)                               | [ 92 ]  |
| Arron Afflalo*                  | 9 juillet      | Knicks de New York                                                           | Trail Blazers de Portland                                                    | [ 93 ]  |
| Alexis Ajinça                   | 9 juillet      | Pelicans de La Nouvelle-Orléans                                              | Pelicans de La Nouvelle-Orléans                                              | [ 94 ]  |
| LaMarcus Aldridge               | 9 juillet      | Spurs de San Antonio                                                         | Trail Blazers de Portland                                                    | [ 95 ]  |
| Al-Farouq Aminu*                | 9 juillet      | Trail Blazers de Portland                                                    | Mavericks de Dallas                                                          | [ 96 ]  |
| Ömer Aşık                       | 9 juillet      | Pelicans de La Nouvelle-Orléans                                              | Pelicans de La Nouvelle-Orléans                                              | [ 97 ]  |
| Brandon Bass                    | 9 juillet      | Lakers de Los Angeles                                                        | Celtics de Boston                                                            | [ 98 ]  |
| Patrick Beverley (restreint)    | 9 juillet      | Rockets de Houston                                                           | Rockets de Houston                                                           | [ 99 ]  |
| Jimmy Butler (restreint)        | 9 juillet      | Bulls de Chicago                                                             | Bulls de Chicago                                                             | [ 100 ] |
| DeMarre Carroll                 | 9 juillet      | Raptors de Toronto                                                           | Hawks d'Atlanta                                                              | [ 101 ] |
| Tyson Chandler                  | 9 juillet      | Suns de Phoenix                                                              | Mavericks de Dallas                                                          | [ 101 ] |
| Dante Cunningham                | 9 juillet      | Pelicans de La Nouvelle-Orléans                                              | Pelicans de La Nouvelle-Orléans                                              | [ 102 ] |
| Ed Davis*                       | 9 juillet      | Trail Blazers de Portland                                                    | Lakers de Los Angeles                                                        | [ 103 ] |
| Goran Dragić*                   | 9 juillet      | Heat de Miami                                                                | Heat de Miami                                                                | [ 104 ] |
| Tim Duncan                      | 9 juillet      | Spurs de San Antonio                                                         | Spurs de San Antonio                                                         | [ 105 ] |
| Draymond Green (restreint)      | 9 juillet      | Warriors de Golden State                                                     | Warriors de Golden State                                                     | [ 106 ] |
| Gerald Green                    | 9 juillet      | Heat de Miami                                                                | Suns de Phoenix                                                              | [ 107 ] |
| Justin Holiday (restreint)      | 9 juillet      | Hawks d'Atlanta                                                              | Warriors de Golden State                                                     | [ 108 ] |
| Jonas Jerebko                   | 9 juillet      | Celtics de Boston                                                            | Celtics de Boston                                                            | [ 109 ] |
| Amir Johnson                    | 9 juillet      | Celtics de Boston                                                            | Raptors de Toronto                                                           | [ 109 ] |
| Wesley Johnson                  | 9 juillet      | Clippers de Los Angeles                                                      | Lakers de Los Angeles                                                        | [ 110 ] |
| LeBron James*                   | 9 juillet      | Cavaliers de Cleveland                                                       | Cavaliers de Cleveland                                                       | [ 111 ] |
| DeAndre Jordan                  | 9 juillet      | Clippers de Los Angeles                                                      | Clippers de Los Angeles                                                      | [ 112 ] |
| Cory Joseph (restreint)         | 9 juillet      | Raptors de Toronto                                                           | Spurs de San Antonio                                                         | [ 113 ] |
| Shane Larkin                    | 9 juillet      | Nets de Brooklyn                                                             | Knicks de New York                                                           | [ 114 ] |
| Jeremy Lin                      | 9 juillet      | Hornets de Charlotte                                                         | Lakers de Los Angeles                                                        | [ 115 ] |
| Brook Lopez*                    | 9 juillet      | Nets de Brooklyn                                                             | Nets de Brooklyn                                                             | [ 116 ] |
| Robin Lopez                     | 9 juillet      | Knicks de New York                                                           | Trail Blazers de Portland                                                    | [ 117 ] |
| Kevin Love*                     | 9 juillet      | Cavaliers de Cleveland                                                       | Cavaliers de Cleveland                                                       | [ 118 ] |
| Wesley Matthews                 | 9 juillet      | Mavericks de Dallas                                                          | Trail Blazers de Portland                                                    | [ 119 ] |
| Khris Middleton (restreint)     | 9 juillet      | Bucks de Milwaukee                                                           | Bucks de Milwaukee                                                           | [ 120 ] |
| Paul Millsap                    | 9 juillet      | Hawks d'Atlanta                                                              | Hawks d'Atlanta                                                              | [ 121 ] |
| Greg Monroe                     | 9 juillet      | Bucks de Milwaukee                                                           | Pistons de Détroit                                                           | [ 122 ] |
| Gary Neal                       | 9 juillet      | Wizards de Washington                                                        | Timberwolves du Minnesota                                                    | [ 123 ] |
| Kyle O'Quinn (restreint)        | 9 juillet      | Knicks de New York (via sign and trade)                                      | Magic d'Orlando                                                              | [ 58 ]  |
| Willie Reed                     | 9 juillet      | Nets de Brooklyn                                                             | Metros de Santiago (République dominicaine)                                  | [ 124 ] |
| Thomas Robinson                 | 9 juillet      | Nets de Brooklyn                                                             | 76ers de Philadelphie                                                        | [ 125 ] |
| Iman Shumpert (restreint)       | 9 juillet      | Cavaliers de Cleveland                                                       | Cavaliers de Cleveland                                                       | [ 126 ] |
| Kyle Singler (restreint)        | 9 juillet      | Thunder d'Oklahoma City                                                      | Thunder d'Oklahoma City                                                      | [ 127 ] |
| C. J. Watson                    | 9 juillet      | Magic d'Orlando                                                              | Pacers de l'Indiana                                                          | [ 128 ] |
| Derrick Williams (restreint)    | 9 juillet      | Knicks de New York                                                           | Kings de Sacramento                                                          | [ 129 ] |
| Louis Williams                  | 9 juillet      | Lakers de Los Angeles                                                        | Raptors de Toronto                                                           | [ 130 ] |
| Brandan Wright                  | 9 juillet      | Grizzlies de Memphis                                                         | Suns de Phoenix                                                              | [ 131 ] |
| Thaddeus Young***               | 9 juillet      | Nets de Brooklyn                                                             | Nets de Brooklyn                                                             | [ 116 ] |
| Wayne Ellington                 | 10 juillet     | Nets de Brooklyn                                                             | Lakers de Los Angeles                                                        | [ 132 ] |
| Kevin Garnett                   | 10 juillet     | Timberwolves du Minnesota                                                    | Timberwolves du Minnesota                                                    | [ 133 ] |
| Joe Ingles (restreint)          | 10 juillet     | Jazz de l'Utah                                                               | Jazz de l'Utah                                                               | [ 134 ] |
| Paul Pierce*                    | 10 juillet     | Clippers de Los Angeles                                                      | Wizards de Washington                                                        | [ 135 ] |
| Amar'e Stoudemire               | 10 juillet     | Heat de Miami                                                                | Mavericks de Dallas                                                          | [ 136 ] |
| Lance Thomas                    | 10 juillet     | Knicks de New York                                                           | Knicks de New York                                                           | [ 137 ] |
| Dwyane Wade*                    | 10 juillet     | Heat de Miami                                                                | Heat de Miami                                                                | [ 138 ] |
| Maurice Williams                | 10 juillet     | Cavaliers de Cleveland                                                       | Hornets de Charlotte                                                         | [ 139 ] |
| Luis David Montero              | 11 juillet     | Trail Blazers de Portland                                                    | Westchester (Non drafté en 2015)                                             | [ 140 ] |
| Alan Anderson*                  | 12 juillet     | Wizards de Washington                                                        | Nets de Brooklyn                                                             | [ 141 ] |
| Aron Baynes (restreint)         | 12 juillet     | Pistons de Détroit                                                           | Spurs de San Antonio                                                         | [ 142 ] |
| Cristiano Felício               | 12 juillet     | Bulls de Chicago                                                             | Flamengo (Brésil)                                                            | [ 143 ] |
| Enes Kanter (restreint)         | 12 juillet     | Thunder d'Oklahoma City (Offre de Portland égalée)                           | Thunder d'Oklahoma City (Offre de Portland égalée)                           | [ 144 ] |
| Cole Aldrich                    | 13 juillet     | Clippers de Los Angeles                                                      | Knicks de New York                                                           | [ 145 ] |
| Leandro Barbosa                 | 13 juillet     | Warriors de Golden State                                                     | Warriors de Golden State                                                     | [ 146 ] |
| Marco Belinelli                 | 13 juillet     | Kings de Sacramento                                                          | Spurs de San Antonio                                                         | [ 147 ] |
| Marc Gasol                      | 13 juillet     | Grizzlies de Memphis                                                         | Grizzlies de Memphis                                                         | [ 148 ] |
| Drew Gooden                     | 13 juillet     | Wizards de Washington                                                        | Wizards de Washington                                                        | [ 149 ] |
| Kosta Koufos                    | 13 juillet     | Kings de Sacramento                                                          | Grizzlies de Memphis                                                         | [ 150 ] |
| Austin Rivers                   | 13 juillet     | Clippers de Los Angeles                                                      | Clippers de Los Angeles                                                      | [ 151 ] |
| Rajon Rondo                     | 13 juillet     | Kings de Sacramento                                                          | Mavericks de Dallas                                                          | [ 152 ] |
| Corey Brewer                    | 14 juillet     | Rockets de Houston                                                           | Rockets de Houston                                                           | [ 153 ] |
| Aaron Brooks                    | 14 juillet     | Bulls de Chicago                                                             | Bulls de Chicago                                                             | [ 154 ] |
| Omri Casspi                     | 14 juillet     | Kings de Sacramento                                                          | Kings de Sacramento                                                          | [ 155 ] |
| Mike Dunleavy Jr.               | 14 juillet     | Bulls de Chicago                                                             | Bulls de Chicago                                                             | [ 156 ] |
| Monta Ellis*                    | 14 juillet     | Pacers de l'Indiana                                                          | Mavericks de Dallas                                                          | [ 157 ] |
| Danny Green                     | 14 juillet     | Spurs de San Antonio                                                         | Spurs de San Antonio                                                         | [ 158 ] |
| Tobias Harris (restreint)       | 14 juillet     | Magic d'Orlando                                                              | Magic d'Orlando                                                              | [ 159 ] |
| Aaron Harrison                  | 14 juillet     | Hornets de Charlotte                                                         | Wildcats du Kentucky (Non drafté lors de la draft 2015)                      | [ 160 ] |
| Jordan Hill**                   | 14 juillet     | Pacers de l'Indiana                                                          | Lakers de Los Angeles                                                        | [ 161 ] |
| Jason Smith                     | 14 juillet     | Magic d'Orlando                                                              | Knicks de New York                                                           | [ 162 ] |
| Deron Williams                  | 14 juillet     | Mavericks de Dallas                                                          | Nets de Brooklyn (Libéré le 11 juillet)                                      | [ 163 ] |
| Matt Bonner                     | 15 juillet     | Spurs de San Antonio                                                         | Spurs de San Antonio                                                         | [ 164 ] |
| Pierre Jackson                  | 15 juillet     | 76ers de Philadelphie (Précédemment libéré le 30 septembre 2014)             | 76ers de Philadelphie (Précédemment libéré le 30 septembre 2014)             | [ 165 ] |
| Luis Scola                      | 15 juillet     | Raptors de Toronto                                                           | Pacers de l'Indiana                                                          | [ 166 ] |
| James Anderson                  | 16 juillet     | Kings de Sacramento                                                          | Žalgiris Kaunas (Lituanie)                                                   | [ 167 ] |
| José Juan Barea                 | 16 juillet     | Mavericks de Dallas                                                          | Mavericks de Dallas                                                          | [ 168 ] |
| Alonzo Gee                      | 16 juillet     | Pelicans de La Nouvelle-Orléans                                              | Trail Blazers de Portland                                                    | [ 169 ] |
| Kawhi Leonard (restreint)       | 16 juillet     | Spurs de San Antonio                                                         | Spurs de San Antonio                                                         | [ 170 ] |
| Josh Smith                      | 16 juillet     | Clippers de Los Angeles                                                      | Rockets de Houston                                                           | [ 171 ] |
| Andrea Bargnani                 | 17 juillet     | Nets de Brooklyn                                                             | Knicks de New York                                                           | [ 172 ] |
| Brandon Knight (restreint)      | 17 juillet     | Suns de Phoenix                                                              | Suns de Phoenix                                                              | [ 173 ] |
| Boban Marjanović                | 17 juillet     | Spurs de San Antonio                                                         | Étoile rouge de Belgrade (Serbie)                                            | [ 174 ] |
| Ronnie Price                    | 17 juillet     | Suns de Phoenix                                                              | Lakers de Los Angeles                                                        | [ 175 ] |
| Mirza Teletović (restreint)     | 17 juillet     | Suns de Phoenix                                                              | Nets de Brooklyn                                                             | [ 176 ] |
| Sonny Weems                     | 17 juillet     | Suns de Phoenix                                                              | CSKA Moscou (Russie)                                                         | [ 177 ] |
| David West*                     | 17 juillet     | Spurs de San Antonio                                                         | Pacers de l'Indiana                                                          | [ 178 ] |
| Bismack Biyombo (restreint)     | 18 juillet     | Raptors de Toronto                                                           | Hornets de Charlotte                                                         | [ 179 ] |
| Joel Anthony                    | 20 juillet     | Pistons de Détroit                                                           | Pistons de Détroit                                                           | [ 180 ] |
| Luke Babbitt                    | 20 juillet     | Pelicans de La Nouvelle-Orléans                                              | Pelicans de La Nouvelle-Orléans                                              | [ 181 ] |
| Manu Ginóbili                   | 20 juillet     | Spurs de San Antonio                                                         | Spurs de San Antonio                                                         | [ 182 ] |
| Reggie Jackson (restreint)      | 20 juillet     | Pistons de Détroit                                                           | Pistons de Détroit                                                           | [ 183 ] |
| K. J. McDaniels (restreint)     | 21 juillet     | Rockets de Houston                                                           | Rockets de Houston                                                           | [ 184 ] |
| Ronald Roberts                  | 21 juillet     | Raptors de Toronto                                                           | San Miguel Beermen (Philippine)                                              | [ 185 ] |
| Rodney Stuckey                  | 21 juillet     | Pacers de l'Indiana                                                          | Pacers de l'Indiana                                                          | [ 186 ] |
| Quincy Acy                      | 22 juillet     | Kings de Sacramento                                                          | Knicks de New York                                                           | [ 187 ] |
| Seth Curry                      | 22 juillet     | Kings de Sacramento                                                          | BayHawks d'Érié (D-League)                                                   | [ 188 ] |
| Duje Dukan                      | 22 juillet     | Kings de Sacramento                                                          | Badgers du Wisconsin (Non drafté lors de la draft 2015)                      | [ 189 ] |
| Jimmer Fredette                 | 22 juillet     | Spurs de San Antonio                                                         | Pelicans de La Nouvelle-Orléans                                              | [ 190 ] |
| Tyler Hansbrough                | 22 juillet     | Hornets de Charlotte                                                         | Raptors de Toronto                                                           | [ 191 ] |
| Jonathon Simmons                | 22 juillet     | Spurs de San Antonio                                                         | Spurs d'Austin (D-League)                                                    | [ 192 ] |
| Caron Butler                    | 23 juillet     | Kings de Sacramento                                                          | Bucks de Milwaukee (Libéré le 30 juin)                                       | [ 193 ] |
| Michale Kyser                   | 23 juillet     | Raptors de Toronto                                                           | Bulldogs de Louisiana Tech (Non drafté lors de la draft 2015)                | [ 194 ] |
| Maurice Ndour                   | 23 juillet     | Mavericks de Dallas                                                          | Bobcats de l'Ohio (Non drafté lors de la draft 2015)                         | [ 195 ] |
| Adonis Thomas                   | 23 juillet     | Pistons de Détroit                                                           | Grand Rapids Drive (D-League)                                                | [ 196 ] |
| Axel Toupane                    | 23 juillet     | Raptors de Toronto                                                           | Strasbourg IG (France)                                                       | [ 194 ] |
| Cliff Alexander                 | 24 juillet     | Trail Blazers de Portland                                                    | Jayhawks du Kansas (Non drafté lors de la draft 2015)                        | [ 197 ] |
| Jarrid Famous                   | 24 juillet     | Mavericks de Dallas                                                          | GlobalPort Batang Pier (Philippine)                                          | [ 198 ] |
| John Jenkins                    | 24 juillet     | Mavericks de Dallas                                                          | Hawks d'Atlanta                                                              | [ 198 ] |
| Terran Petteway                 | 24 juillet     | Hawks d'Atlanta                                                              | Cornhuskers du Nebraska (Non drafté lors de la draft 2015)                   | [ 199 ] |
| Phil Pressey                    | 24 juillet     | Trail Blazers de Portland                                                    | Celtics de Boston (Libéré le 15 juillet)                                     | [ 197 ] |
| Scottie Wilbekin                | 24 juillet     | 76ers de Philadelphie                                                        | Cairns Taipans (Australie)                                                   | [ 200 ] |
| James Jones                     | 25 juillet     | Cavaliers de Cleveland                                                       | Cavaliers de Cleveland                                                       | [ 201 ] |
| Marcus Thornton                 | 25 juillet     | Rockets de Houston                                                           | Suns de Phoenix                                                              | [ 202 ] |
| Lavoy Allen                     | 27 juillet     | Pacers de l'Indiana                                                          | Pacers de l'Indiana                                                          | [ 203 ] |
| Brandon Ashley                  | 27 juillet     | Mavericks de Dallas                                                          | Wildcats de l'Arizona (Non drafté lors de la draft 2015)                     | [ 204 ] |
| Jae Crowder (restreint)         | 27 juillet     | Celtics de Boston                                                            | Celtics de Boston                                                            | [ 205 ] |
| Matthew Dellavedova (restreint) | 27 juillet     | Cavaliers de Cleveland                                                       | Cavaliers de Cleveland                                                       | [ 206 ] |
| Glenn Robinson III (restreint)  | 27 juillet     | Pacers de l'Indiana                                                          | 76ers de Philadelphie                                                        | [ 207 ] |
| Shayne Whittington (restreint)  | 27 juillet     | Pacers de l'Indiana                                                          | Pacers de l'Indiana                                                          | [ 207 ] |
| Jamil Wilson                    | 27 juillet     | Mavericks de Dallas                                                          | Jam de Bakersfield (D-League)                                                | [ 204 ] |
| Kendrick Perkins                | 28 juillet     | Pelicans de La Nouvelle-Orléans                                              | Cavaliers de Cleveland                                                       | [ 208 ] |
| Elliot Williams                 | 28 juillet     | Hornets de Charlotte                                                         | Warriors de Santa Cruz (D-League)                                            | [ 209 ] |
| Chris Copeland                  | 29 juillet     | Bucks de Milwaukee                                                           | Pacers de l'Indiana                                                          | [ 210 ] |
| Lou Amundson                    | 30 juillet     | Knicks de New York                                                           | Knicks de New York                                                           | [ 211 ] |
| Salah Mejri                     | 30 juillet     | Mavericks de Dallas                                                          | Real Madrid (Espagne)                                                        | [ 212 ] |
| Jeremy Evans                    | 31 juillet     | Mavericks de Dallas                                                          | Jazz de l'Utah                                                               | [ 213 ] |
| Andre Miller                    | 3 août         | Timberwolves du Minnesota                                                    | Kings de Sacramento                                                          | [ 214 ] |
| Melvin Ejim                     | 4 août         | Magic d'Orlando                                                              | BBC Bayreuth (Allemagne)                                                     | [ 215 ] |
| Pablo Prigioni                  | 4 août         | Clippers de Los Angeles                                                      | Nuggets de Denver (Libéré le 20 juillet)                                     | [ 216 ] |
| Richard Jefferson               | 5 août         | Cavaliers de Cleveland                                                       | Mavericks de Dallas                                                          | [ 217 ] |
| Samuel Dalembert                | 6 août         | Mavericks de Dallas                                                          | Knicks de New York                                                           | [ 218 ] |
| Kevin Séraphin                  | 6 août         | Knicks de New York                                                           | Wizards de Washington                                                        | [ 219 ] |
| Charlie Villanueva              | 6 août         | Mavericks de Dallas                                                          | Mavericks de Dallas                                                          | [ 220 ] |
| Darrell Arthur                  | 7 août         | Nuggets de Denver                                                            | Nuggets de Denver                                                            | [ 221 ] |
| Will Barton (restreint)         | 7 août         | Nuggets de Denver                                                            | Nuggets de Denver                                                            | [ 221 ] |
| Jameer Nelson*                  | 7 août         | Nuggets de Denver                                                            | Nuggets de Denver                                                            | [ 221 ] |
| Saša Vujačić                    | 7 août         | Knicks de New York                                                           | İstanbul BB                                                                  | [ 222 ] |
| Donald Sloan                    | 10 août        | Nets de Brooklyn                                                             | Pacers de l'Indiana                                                          | [ 223 ] |
| Toney Douglas                   | 11 août        | Pacers de l'Indiana                                                          | Pelicans de La Nouvelle-Orléans (Libéré le 31 juillet)                       | [ 224 ] |
| Jonathan Holmes                 | 13 août        | Lakers de Los Angeles                                                        | Texas (Non drafté lors de la Draft 2015)                                     | [ 225 ] |
| JaVale McGee                    | 13 août        | Mavericks de Dallas                                                          | 76ers de Philadelphie                                                        | [ 226 ] |
| Treveon Graham                  | 17 août        | Jazz de l'Utah                                                               | VCU (Non drafté lors de la Draft 2015)                                       | [ 227 ] |
| Marcus Landry                   | 17 août        | Bucks de Milwaukee                                                           | CAI Zaragoza (Espagne)                                                       | [ 228 ] |
| Jason Richardson                | 18 août        | Hawks d'Atlanta                                                              | 76ers de Philadelphie                                                        | [ 229 ] |
| Bryce Dejean-Jones              | 20 août        | Pelicans de La Nouvelle-Orléans                                              | Iowa State (Non drafté lors de la Draft 2015)                                | [ 230 ] |
| Tayshaun Prince                 | 20 août        | Timberwolves du Minnesota                                                    | Pistons de Détroit                                                           | [ 231 ] |
| Corey Hawkins                   | 21 août        | Heat de Miami                                                                | UC Davis (Non drafté lors de la Draft 2015)                                  | [ 232 ] |
| Shannon Scott                   | 21 août        | Raptors de Toronto                                                           | Ohio State (Non drafté lors de la Draft 2015)                                | [ 233 ] |
| Jason Terry                     | 24 août        | Rockets de Houston                                                           | Rockets de Houston                                                           | [ 234 ] |
| Jeff Withey                     | 24 août        | Jazz de l'Utah                                                               | Pelicans de La Nouvelle-Orléans                                              | [ 235 ] |
| Keith Benson                    | 25 août        | Heat de Miami                                                                | BC Kalev (Estonie)                                                           | [ 236 ] |
| Michael Frazier II              | 25 août        | Lakers de Los Angeles                                                        | Floride (Non drafté lors de la Draft 2015)                                   | [ 237 ] |
| J. J. O'Brien                   | 28 août        | Jazz de l'Utah                                                               | San Diego State (Non drafté lors de la Draft 2015)                           | [ 238 ] |
| Chuck Hayes                     | 31 août        | Clippers de Los Angeles                                                      | Raptors de Toronto                                                           | [ 239 ] |
| J. R. Smith                     | 2 septembre    | Cavaliers de Cleveland                                                       | Cavaliers de Cleveland                                                       | [ 240 ] |
| Greg Whittington                | 3 septembre    | Heat de Miami                                                                | Georgetown (Non drafté lors de la Draft 2015)                                | [ 241 ] |
| Remi Yusuf                      | 5 septembre    | Rockets de Houston                                                           | BK ŠKP Banská Bystrica (Slovaquie)                                           | [ 242 ] |
| Marcelinho Huertas              | 9 septembre    | Lakers de Los Angeles                                                        | FC Barcelone (Espagne)                                                       | [ 243 ] |
| Vincent Hunter                  | 9 septembre    | Kings de Sacramento                                                          | UTEP (Non drafté lors de la Draft 2015)                                      | [ 244 ] |
| Kendall Marshall                | 9 septembre    | 76ers de Philadelphie                                                        | Suns de Phoenix                                                              | [ 245 ] |
| Eric Moreland                   | 9 septembre    | Kings de Sacramento                                                          | Kings de Sacramento                                                          | [ 244 ] |
| Darion Atkins                   | 10 septembre   | Knicks de New York                                                           | Virginie (Non drafté lors de la Draft 2015)                                  | [ 246 ] |
| Dahntay Jones                   | 10 septembre   | Nets de Brooklyn                                                             | Clippers de Los Angeles                                                      | [ 247 ] |
| Sean Kilpatrick                 | 10 septembre   | Pelicans de La Nouvelle-Orléans                                              | 87ers du Delaware (D-League)                                                 | [ 248 ] |
| Wesley Saunders                 | 10 septembre   | Knicks de New York                                                           | Harvard (Non drafté lors de la Draft 2015)                                   | [ 246 ] |
| Robert Upshaw                   | 14 septembre   | Lakers de Los Angeles                                                        | Washington (Non drafté lors de la Draft 2015)                                | [ 249 ] |
| C.J. Fair                       | 15 septembre   | Pacers de l'Indiana                                                          | Mad Ants de Fort Wayne (D-League)                                            | [ 250 ] |
| Sam Thompson                    | 15 septembre   | Hornets de Charlotte                                                         | Ohio State (Non drafté lors de la Draft 2015)                                | [ 251 ] |
| Jason Washburn                  | 15 septembre   | Hornets de Charlotte                                                         | Brussels Basketball (Belgique)                                               | [ 251 ] |
| Deonte Burton                   | 16 septembre   | Suns de Phoenix                                                              | Ratiopharm Ulm (Allemagne)                                                   | [ 252 ] |
| Patrick Christopher             | 16 septembre   | Grizzlies de Memphis                                                         | Jazz de l'Utah (Libéré le 6 janvier)                                         | [ 253 ] |
| Kyle Casey                      | 16 septembre   | Suns de Phoenix                                                              | KK Domžale (Slovénie)                                                        | [ 252 ] |
| Cory Jefferson                  | 16 septembre   | Suns de Phoenix                                                              | Nets de Brooklyn (Libéré le 13 juillet)                                      | [ 252 ] |
| Henry Sims                      | 16 septembre   | Suns de Phoenix                                                              | 76ers de Philadelphie                                                        | [ 252 ] |
| Terrico White                   | 16 septembre   | Suns de Phoenix                                                              | BK Ienisseï Krasnoïarsk (Russie)                                             | [ 252 ] |
| Norris Cole (restreint)         | 17 septembre   | Pelicans de La Nouvelle-Orléans                                              | Pelicans de La Nouvelle-Orléans                                              | [ 254 ] |
| Justin Harper                   | 18 septembre   | Nets de Brooklyn                                                             | SS Felice Scandone (Italie)                                                  | [ 255 ] |
| Marshall Henderson              | 18 septembre   | Kings de Sacramento                                                          | Naft Al-Janoob (Irak)                                                        | [ 244 ] |
| Jon Horford                     | 18 septembre   | Bucks de Milwaukee                                                           | Indios de San Francisco de Macorís (République dominicaine)                  | [ 256 ] |
| Kleon Penn                      | 18 septembre   | Timberwolves du Minnesota                                                    | Vaqueros de Bayamón (Porto Rico)                                             | [ 257 ] |
| Josh Powell                     | 18 septembre   | Bucks de Milwaukee                                                           | Rockets de Houston (Libéré le 24 octobre 2014)                               | [ 256 ] |
| Charlie Westbrook               | 18 septembre   | Bucks de Milwaukee                                                           | Hyères Toulon Var Basket (France)                                            | [ 256 ] |
| Nick Wiggins                    | 18 septembre   | Timberwolves du Minnesota                                                    | Stampede de l'Idaho (D-League)                                               | [ 257 ] |
| Will Cummings                   | 21 septembre   | Rockets de Houston                                                           | Temple (Non drafté lors de la Draft 2015)                                    | [ 258 ] |
| Denzel Livingston               | 21 septembre   | Rockets de Houston                                                           | Incarnate Word (Non drafté lors de la Draft 2015)                            | [ 258 ] |
| Joshua Smith                    | 21 septembre   | Rockets de Houston                                                           | Georgetown (Non drafté lors de la Draft 2015)                                | [ 258 ] |
| Chris Walker                    | 21 septembre   | Rockets de Houston                                                           | Floride (Non drafté lors de la Draft 2015)                                   | [ 258 ] |
| DaJuan Summers                  | 22 septembre   | Knicks de New York                                                           | CB Gran Canaria (Espagne)                                                    | [ 259 ] |
| Travis Trice                    | 22 septembre   | Knicks de New York                                                           | Michigan State (Non drafté lors de la Draft 2015)                            | [ 259 ] |
| Jeff Adrien                     | 23 septembre   | Pelicans de La Nouvelle-Orléans                                              | Guangdong Southern Tigers (Chine)                                            | [ 260 ] |
| Chris Daniels                   | 23 septembre   | Nets de Brooklyn                                                             | Guangdong Southern Tigers (Chine)                                            | [ 261 ] |
| Chris Douglas-Roberts           | 23 septembre   | Pelicans de La Nouvelle-Orléans                                              | Celtics de Boston                                                            | [ 260 ] |
| Corey Webster                   | 23 septembre   | Pelicans de La Nouvelle-Orléans                                              | New Zealand Breakers (Australie)                                             | [ 260 ] |
| Keith Appling                   | 24 septembre   | Magic d'Orlando                                                              | BayHawks d'Érié (D-League)                                                   | [ 262 ] |
| Nnanna Egwu                     | 24 septembre   | Magic d'Orlando                                                              | Illinois (Non drafté lors de la Draft 2015)                                  | [ 262 ] |
| Jordan Sibert                   | 24 septembre   | Magic d'Orlando                                                              | Dayton (Non drafté lors de la Draft 2015)                                    | [ 262 ] |
| Greg Stiemsma                   | 24 septembre   | Magic d'Orlando                                                              | Raptors de Toronto                                                           | [ 262 ] |
| Metta World Peace               | 24 septembre   | Lakers de Los Angeles                                                        | Pallacanestro Cantù (Italie)                                                 | [ 263 ] |
| Earl Barron                     | 25 septembre   | Hawks d'Atlanta                                                              | Suns de Phoenix                                                              | [ 264 ] |
| Ian Clark                       | 25 septembre   | Warriors de Golden State                                                     | Nuggets de Denver                                                            | [ 265 ] |
| Coty Clarke                     | 25 septembre   | Celtics de Boston                                                            | Hapoel Kazrin (Israël)                                                       | [ 266 ] |
| Jarell Eddie                    | 25 septembre   | Warriors de Golden State                                                     | Spurs d'Austin (D-League)                                                    | [ 265 ] |
| Josh Harrellson                 | 25 septembre   | Wizards de Washington                                                        | Brujos de Guayama (Porto Rico)                                               | [ 267 ] |
| Jaron Johnson                   | 25 septembre   | Wizards de Washington                                                        | Vipers de Rio Grande Valley (D-League)                                       | [ 267 ] |
| Omari Johnson                   | 25 septembre   | Trail Blazers de Portland                                                    | Red Claws du Maine (D-League)                                                | [ 268 ] |
| DeQuan Jones                    | 25 septembre   | Hawks d'Atlanta                                                              | Pallacanestro Cantù (Italie)                                                 | [ 264 ] |
| Luc Mbah a Moute                | 25 septembre   | Clippers de Los Angeles                                                      | 76ers de Philadelphie                                                        | [ 269 ] |
| Malcolm Miller                  | 25 septembre   | Celtics de Boston                                                            | Holy Cross (Non drafté lors de la Draft 2015)                                | [ 266 ] |
| Tony Mitchell                   | 25 septembre   | Warriors de Golden State                                                     | Atléticos de San Germán (Porto Rico)                                         | [ 265 ] |
| Toure' Murry                    | 25 septembre   | Wizards de Washington                                                        | Vipers de Rio Grande Valley (D-League)                                       | [ 267 ] |
| Levi Randolph                   | 25 septembre   | Celtics de Boston                                                            | Alabama (Non drafté lors de la Draft 2015)                                   | [ 266 ] |
| Jaleel Roberts                  | 25 septembre   | Wizards de Washington                                                        | UNC Asheville (D-League)                                                     | [ 267 ] |
| Ish Smith                       | 25 septembre   | Wizards de Washington                                                        | 76ers de Philadelphie                                                        | [ 267 ] |
| Édgar Sosa                      | 25 septembre   | Hawks d'Atlanta                                                              | Dinamo Basket Sassari (Italie)                                               | [ 264 ] |
| Juwan Staten                    | 25 septembre   | Warriors de Golden State                                                     | West Virginia (Non drafté lors de la Draft 2015)                             | [ 265 ] |
| Julyan Stone                    | 25 septembre   | Thunder d'Oklahoma City                                                      | Reyer Maschile Venezia (Italie)                                              | [ 270 ] |
| Nikoloz Tskitishvili            | 25 septembre   | Clippers de Los Angeles                                                      | Champville SC (Lebanon)                                                      | [ 269 ] |
| Corey Walden                    | 25 septembre   | Celtics de Boston                                                            | Eastern Kentucky (Non drafté lors de la Draft 2015)                          | [ 266 ] |
| Dez Wells                       | 25 septembre   | Thunder d'Oklahoma City                                                      | Maryland (Non drafté lors de la Draft 2015)                                  | [ 270 ] |
| Talib Zanna                     | 25 septembre   | Thunder d'Oklahoma City                                                      | Blue d'Oklahoma City (D-League)                                              | [ 270 ] |
| T. J. McConnell                 | 27 septembre   | 76ers de Philadelphie                                                        | Arizona (Non drafté lors de la Draft 2015)                                   | [ 271 ] |
| Christian Wood                  | 27 septembre   | 76ers de Philadelphie                                                        | UNLV (Non drafté lors de la Draft 2015)                                      | [ 271 ] |
| Jake Anderson                   | 28 septembre   | Bulls de Chicago                                                             | Gateway Steam (MPBA)                                                         | [ 272 ] |
| Jordan Bachynski                | 28 septembre   | Pistons de Détroit                                                           | Westchester Knicks (D-League)                                                | [ 273 ] |
| Anthony Bennett                 | 28 septembre   | Raptors de Toronto                                                           | Timberwolves du Minnesota (Libéré le 23 septembre)                           | [ 274 ] |
| Rasual Butler                   | 28 septembre   | Spurs de San Antonio                                                         | Wizards de Washington                                                        | [ 275 ] |
| Quinn Cook                      | 28 septembre   | Cavaliers de Cleveland                                                       | Duke (Non drafté lors de la Draft 2015)                                      | [ 276 ] |
| Jordan Crawford                 | 28 septembre   | Bulls de Chicago                                                             | Mad Ants de Fort Wayne (D-League)                                            | [ 272 ] |
| Jared Cunningham                | 28 septembre   | Cavaliers de Cleveland                                                       | Stampede de l'Idaho (D-League)                                               | [ 276 ] |
| Austin Daye                     | 28 septembre   | Cavaliers de Cleveland                                                       | Hawks d'Atlanta (Libéré le 9 juillet)                                        | [ 276 ] |
| Yakhouba Diawara                | 28 septembre   | Grizzlies de Memphis                                                         | Pallacanestro Varese (Italie)                                                | [ 277 ] |
| Michael Dunigan                 | 28 septembre   | Cavaliers de Cleveland                                                       | Charge de Canton (D-League)                                                  | [ 276 ] |
| Ben Gordon                      | 28 septembre   | Warriors de Golden State                                                     | Magic d'Orlando (Libéré le 29 juin)                                          | [ 278 ] |
| Eric Griffin                    | 28 septembre   | Pistons de Détroit                                                           | Leones de Ponce (Porto Rico)                                                 | [ 273 ] |
| Ryan Hollins                    | 28 septembre   | Grizzlies de Memphis                                                         | Kings de Sacramento                                                          | [ 277 ] |
| Michael Holyfield               | 28 septembre   | Grizzlies de Memphis                                                         | Sam Houston State (Non drafté lors de la Draft 2015)                         | [ 277 ] |
| Matt Janning                    | 28 septembre   | Nuggets de Denver                                                            | Anadolu Efes Spor Kulübü (Turquie)                                           | [ 279 ] |
| Chris Johnson                   | 28 septembre   | Cavaliers de Cleveland                                                       | Türk Telekomspor (Turquie)                                                   | [ 276 ] |
| Lazeric Jones                   | 28 septembre   | Grizzlies de Memphis                                                         | Szolnoki Olaj (Hongrie)                                                      | [ 277 ] |
| Tre Kelley                      | 28 septembre   | Heat de Miami                                                                | Pertevniyal S.K. (Turquie)                                                   | [ 280 ] |
| John Lucas III                  | 28 septembre   | Heat de Miami                                                                | Pistons de Détroit                                                           | [ 280 ] |
| Nick Minnerath                  | 28 septembre   | Cavaliers de Cleveland                                                       | Cholet Basket (France)                                                       | [ 276 ] |
| Youssou Ndoye                   | 28 septembre   | Spurs de San Antonio                                                         | St. Bonaventure (Non drafté lors de la Draft 2015)                           | [ 275 ] |
| Dan Nwaelele                    | 28 septembre   | Grizzlies de Memphis                                                         | Warriors de Santa Cruz (D-League)                                            | [ 277 ] |
| Oleksiy Petcherov               | 28 septembre   | Nuggets de Denver                                                            | BC Kalev (Estonie)                                                           | [ 279 ] |
| Marcus Simmons                  | 28 septembre   | Bulls de Chicago                                                             | Mad Ants de Fort Wayne (D-League)                                            | [ 272 ] |
| D. J. Stephens                  | 28 septembre   | Cavaliers de Cleveland                                                       | Zénith Saint-Pétersbourg (Russie)                                            | [ 276 ] |
| Devin Sweetney                  | 28 septembre   | Nuggets de Denver                                                            | Huracanes del Atlántico (République dominicaine)                             | [ 279 ] |
| Keifer Sykes                    | 28 septembre   | Spurs de San Antonio                                                         | Green Bay (Non drafté lors de la Draft 2015)                                 | [ 275 ] |
| Jeremy Tyler                    | 28 septembre   | Rockets de Houston                                                           | Shanxi Brave Dragons (Chine)                                                 | [ 281 ] |
| Michael Qualls                  | 29 septembre   | Thunder d'Oklahoma City                                                      | Arkansas (Non drafté lors de la Draft 2015)                                  | [ 282 ] |
| Mike Miller                     | 30 septembre   | Nuggets de Denver                                                            | Trail Blazers de Portland (Libéré le 28 septembre)                           | [ 283 ] |
| Stefhon Hannah                  | 1er octobre    | Bulls de Chicago                                                             | Grand Rapids Drive (D-League)                                                | [ 284 ] |
| Sampson Carter                  | 6 octobre      | Grizzlies de Memphis                                                         | Club Virgilio Castillo Chola (République dominicaine)                        | [ 285 ] |
| Kadeem Jack                     | 7 octobre      | Pacers de l'Indiana                                                          | Rutgers (Non drafté lors de la Draft 2015)                                   | [ 286 ] |
| Alex Stepheson                  | 7 octobre      | Grizzlies de Memphis                                                         | İstanbul Başakşehir FK (Turquie)                                             | [ 287 ] |
| Dionte Christmas                | 10 octobre     | Cavaliers de Cleveland                                                       | Paris-Levallois Basket (France)                                              | [ 288 ] |
| Jerome Jordan                   | 11 octobre     | Pelicans de La Nouvelle-Orléans                                              | Nets de Brooklyn                                                             | [ 289 ] |
| Arsalan Kazemi                  | 12 octobre     | Rockets de Houston (claimed off waivers)                                     | Hawks d'Atlanta (Libéré le 10 octobre)                                       | [ 290 ] |
| Mirza Begić                     | 14 octobre     | Pelicans de La Nouvelle-Orléans                                              | Saski Baskonia (Espagne)                                                     | [ 291 ] |
| Bo McCalebb                     | 15 octobre     | Pelicans de La Nouvelle-Orléans                                              | Bayern Munich (Allemagne)                                                    | [ 292 ] |
| Nate Robinson                   | 16 octobre     | Pelicans de La Nouvelle-Orléans                                              | Clippers de Los Angeles                                                      | [ 293 ] |
| Damien Wilkins                  | 16 octobre     | Hornets de Charlotte                                                         | Indios de Mayagüez (Porto Rico)                                              | [ 294 ] |
| Jack Cooley                     | 17 octobre     | Cavaliers de Cleveland                                                       | Jazz de l'Utah (Libéré le 13 octobre)                                        | [ 295 ] |
| Xavier Henry                    | 19 octobre     | Warriors de Golden State                                                     | Lakers de Los Angeles (Libéré le 28 décembre 2014)                           | [ 296 ] |
| Briante Weber                   | 19 octobre     | Heat de Miami                                                                | VCU (Non drafté lors de la Draft 2015)                                       | [ 297 ] |
| Chris Udofia                    | 19 octobre     | Warriors de Golden State                                                     | Elitzur Yavne B.C. (Israël)                                                  | [ 296 ] |
| E.J. Singler                    | 21 octobre     | Jazz de l'Utah                                                               | BC Kalev (Estonie)                                                           | [ 298 ] |
| Michael Cobbins                 | 22 octobre     | Thunder d'Oklahoma City                                                      | Oklahoma State (Non drafté lors de la Draft 2015)                            | [ 299 ] |
| Mustapha Farrakhan              | 22 octobre     | Thunder d'Oklahoma City                                                      | Melbourne Tigers (Australie)                                                 | [ 299 ] |
| Tu Holloway                     | 22 octobre     | Mavericks de Dallas                                                          | Mets de Guaynabo (Porto Rico)                                                | [ 300 ] |
| Tristan Thompson (restreint)    | 22 octobre     | Cavaliers de Cleveland                                                       | Cavaliers de Cleveland                                                       | [ 301 ] |
| Julian Washburn                 | 22 octobre     | Spurs de San Antonio                                                         | UTEP (Non drafté lors de la Draft 2015)                                      | [ 302 ] |
| Ryan Boatright                  | 23 octobre     | Pistons de Détroit                                                           | Nets de Brooklyn (Libéré le 20 octobre)                                      | [ 303 ] |
| Eric Atkins                     | 25 octobre     | Jazz de l'Utah                                                               | Falco-Trend Optika KC Szombathely (Hongrie)                                  | [ 304 ] |
| Terran Petteway                 | 25 octobre     | Pacers de l'Indiana                                                          | Hawks d'Atlanta (Libéré le 22 octobre)                                       | [ 305 ] |
| Phil Pressey                    | 25 octobre     | Jazz de l'Utah (claimed off waivers)                                         | Trail Blazers de Portland (Libéré le 23 octobre)                             | [ 304 ] |
| Jordan Railey                   | 26 octobre     | 76ers de Philadelphie                                                        | KK Igokea (Bosnie-Herzégovine)                                               | [ 306 ] |
| Ish Smith                       | 26 octobre     | Pelicans de La Nouvelle-Orléans (claimed off waivers)                        | Wizards de Washington (Libéré le 24 octobre)                                 | [ 307 ] |
| Toney Douglas                   | 30 octobre     | Pelicans de La Nouvelle-Orléans                                              | Pacers de l'Indiana (Libéré le 26 octobre)                                   | [ 308 ] |
| Chuck Hayes                     | 1er novembre   | Rockets de Houston                                                           | Clippers de Los Angeles (Libéré le 24 octobre)                               | [ 309 ] |
| Phil Pressey                    | 4 novembre     | 76ers de Philadelphie                                                        | Stampede de l'Idaho (D-League)                                               | [ 310 ] |
| Kóstas Papanikoláou             | 5 novembre     | Nuggets de Denver (Précédemment libéré le 25 septembre)                      | Nuggets de Denver (Précédemment libéré le 25 septembre)                      | [ 311 ] |
| Jimmer Fredette                 | 10 novembre    | Pelicans de La Nouvelle-Orléans                                              | Westchester Knicks (D-League)                                                | [ 312 ] |
| Bryce Cotton                    | 25 novembre    | Suns de Phoenix                                                              | Spurs d'Austin (D-League)                                                    | [ 313 ] |
| Ryan Hollins                    | 30 novembre    | Wizards de Washington                                                        | Grizzlies de Memphis (Libéré le 26 octobre)                                  | [ 314 ] |
| Jarell Eddie                    | 23 décembre    | Wizards de Washington                                                        | Spurs d'Austin (D-League)                                                    | [ 315 ] |
| Ryan Hollins                    | 29 décembre    | Grizzlies de Memphis                                                         | Wizards de Washington (Libéré le 23 décembre)                                | [ 316 ] |
| Ryan Hollins                    | 4 janvier      | 76ers de Philadelphie (Sorti de sa retraite)                                 | Hawks d'Atlanta (Libéré le 23 décembre)                                      | [ 317 ] |
| Lorenzo Brown                   | 8 janvier      | Suns de Phoenix (Contrat de 10 jours)                                        | Grand Rapids Drive (D-League)                                                | [ 318 ] |
| Elliot Williams                 | 8 janvier      | Grizzlies de Memphis (Contrat de 10 jours)                                   | Warriors de Santa Cruz (D-League)                                            | [ 319 ] |
| Sean Kilpatrick                 | 12 janvier     | Nuggets de Denver (Contrat de 10 jours)                                      | 87ers du Delaware (D-League)                                                 | [ 320 ] |
| J. J. O'Brien                   | 16 janvier     | Jazz de l'Utah (Contrat de 10 jours)                                         | Stampede de l'Idaho (D-League)                                               | [ 321 ] |
| Keith Appling                   | 18 janvier     | Magic d'Orlando (Contrat de 10 jours)                                        | BayHawks d'Érié (D-League)                                                   | [ 322 ] |
| Lorenzo Brown                   | 18 janvier     | Suns de Phoenix (Second contrat de 10 jours)                                 | Suns de Phoenix (Second contrat de 10 jours)                                 | [ 323 ] |
| Bryce Dejean-Jones              | 21 janvier     | Pelicans de La Nouvelle-Orléans (Contrat de 10 jours)                        | Stampede de l'Idaho (D-League)                                               | [ 324 ] |
| Ryan Hollins                    | 21 janvier     | Grizzlies de Memphis (Contrat de 10 jours, précédemment libéré le 7 janvier) | Grizzlies de Memphis (Contrat de 10 jours, précédemment libéré le 7 janvier) | [ 325 ] |
| Cory Jefferson                  | 21 janvier     | Suns de Phoenix (Contrat de 10 jours)                                        | Jam de Bakersfield (D-League)                                                | [ 326 ] |
| Jeff Ayres                      | 23 janvier     | Clippers de Los Angeles (Contrat de 10 jours)                                | Stampede de l'Idaho (D-League)                                               | [ 327 ] |
| Sean Kilpatrick                 | 23 janvier     | Nuggets de Denver (Second contrat de 10 jours)                               | Nuggets de Denver (Second contrat de 10 jours)                               | [ 328 ] |
| Erick Green                     | 26 janvier     | Jazz de l'Utah (Contrat de 10 jours)                                         | Bighorns de Reno (D-League)                                                  | [ 329 ] |
| Thanásis Antetokoúnmpo          | 29 janvier     | Knicks de New York (Contrat de 10 jours)                                     | Westchester Knicks (D-League)                                                | [ 330 ] |
| Keith Appling                   | 29 janvier     | Magic d'Orlando (Second contrat de 10 jours)                                 | Magic d'Orlando (Second contrat de 10 jours)                                 | [ 331 ] |
| Jordan McRae                    | 29 janvier     | Suns de Phoenix (Contrat de 10 jours)                                        | 87ers du Delaware (D-League)                                                 | [ 332 ] |
| Bryce Dejean-Jones              | 1er février    | Pelicans de La Nouvelle-Orléans (Second contrat de 10 jours)                 | Pelicans de La Nouvelle-Orléans (Second contrat de 10 jours)                 | [ 333 ] |
| Ryan Hollins                    | 1er février    | Grizzlies de Memphis (Second contrat de 10 jours)                            | Grizzlies de Memphis (Second contrat de 10 jours)                            | [ 334 ] |
| Jeff Ayres                      | 2 février      | Clippers de Los Angeles (Second contrat de 10 jours)                         | Clippers de Los Angeles (Second contrat de 10 jours)                         | [ 335 ] |
| Erick Green                     | 5 février      | Jazz de l'Utah (Second contrat de 10 jours)                                  | Jazz de l'Utah (Second contrat de 10 jours)                                  | [ 336 ] |
| Orlando Johnson                 | 5 février      | Suns de Phoenix (Contrat de 10 jours)                                        | Spurs d'Austin (D-League)                                                    | [ 337 ] |
| Jordan McRae                    | 8 février      | Suns de Phoenix (Second contrat de 10 jours)                                 | Suns de Phoenix (Second contrat de 10 jours)                                 | [ 338 ] |
| Bryce Dejean-Jones              | 19 février     | Pelicans de La Nouvelle-Orléans (Signe pour le reste de la saison)           | Pelicans de La Nouvelle-Orléans (Signe pour le reste de la saison)           | [ 339 ] |
| Jorge Gutiérrez                 | 20 février     | Hornets de Charlotte (Contrat de 10 jours)                                   | Charge de Canton (D-League)                                                  | [ 340 ] |
| Phil Pressey                    | 20 février     | Suns de Phoenix (Contrat de 10 jours)                                        | Stampede de l'Idaho (D-League)                                               | [ 341 ] |
| Alex Stepheson                  | 20 février     | Clippers de Los Angeles (Contrat de 10 jours)                                | Energy de l'Iowa (D-League)                                                  | [ 342 ] |
| Jimmer Fredette                 | 22 février     | Knicks de New York (Contrat de 10 jours)                                     | Westchester Knicks (D-League)                                                | [ 343 ] |
| David Lee                       | 22 février     | Mavericks de Dallas                                                          | Celtics de Boston (Libéré le 19 février)                                     | [ 344 ] |
| Steve Novak                     | 22 février     | Bucks de Milwaukee                                                           | Nuggets de Denver (Libéré le 19 février)                                     | [ 345 ] |
| JaKarr Sampson                  | 22 février     | Nuggets de Denver                                                            | 76ers de Philadelphie (Libéré le 18 février)                                 | [ 346 ] |
| Anderson Varejão                | 22 février     | Warriors de Golden State                                                     | Trail Blazers de Portland (Libéré le 18 février)                             | [ 347 ] |
| Chris Copeland                  | 24 février     | Magic d'Orlando (claimed off waivers)                                        | Bucks de Milwaukee (Libéré le 22 février)                                    | [ 348 ] |
| Justin Harper                   | 24 février     | Pistons de Détroit (Contrat de 10 jours)                                     | D-Fenders de Los Angeles (D-League)                                          | [ 349 ] |
| John Jenkins                    | 24 février     | Suns de Phoenix (claimed off waivers)                                        | Mavericks de Dallas (Libéré le 22 février)                                   | [ 350 ] |
| J. J. Hickson                   | 25 février     | Wizards de Washington                                                        | Nuggets de Denver (Libéré le 19 février)                                     | [ 351 ] |
| Joe Johnson                     | 27 février     | Heat de Miami                                                                | Nets de Brooklyn (Libéré le 25 février)                                      | [ 352 ] |
| Sean Kilpatrick                 | 28 février     | Nets de Brooklyn (Contrat de 10 jours)                                       | 87ers du Delaware (D-League)                                                 | [ 353 ] |
| Jordan McRae                    | 28 février     | Cavaliers de Cleveland (Contrat de 10 jours)                                 | 87ers du Delaware (D-League)                                                 | [ 354 ] |
| Andre Miller                    | 29 février     | Spurs de San Antonio                                                         | Timberwolves du Minnesota (Libéré le 25 février)                             | [ 355 ] |
| Jorge Gutiérrez                 | 1er mars       | Hornets de Charlotte (Second contrat de 10 jours)                            | Hornets de Charlotte (Second contrat de 10 jours)                            | [ 356 ] |
| Kris Humphries                  | 1er mars       | Hawks d'Atlanta                                                              | Suns de Phoenix (Libéré le 28 février)                                       | [ 357 ] |
| Phil Pressey                    | 1er mars       | Suns de Phoenix (Second contrat de 10 jours)                                 | Suns de Phoenix (Second contrat de 10 jours)                                 | [ 358 ] |
| Jason Thompson                  | 1er mars       | Raptors de Toronto                                                           | Warriors de Golden State (Libéré le 22 février)                              | [ 359 ] |
| Ryan Hollins                    | 2 mars         | Grizzlies de Memphis (Signe pour le reste de la saison)                      | Grizzlies de Memphis (Signe pour le reste de la saison)                      | [ 360 ] |
| Greg Smith                      | 2 mars         | Timberwolves du Minnesota (Contrat de 10 jours)                              | Raptors 905 (D-League)                                                       | [ 361 ] |
| Alex Stepheson                  | 2 mars         | Clippers de Los Angeles (Second contrat de 10 jours)                         | Clippers de Los Angeles (Second contrat de 10 jours)                         | [ 362 ] |
| Axel Toupane                    | 3 mars         | Nuggets de Denver (Contrat de 10 jours)                                      | Raptors 905 (D-League)                                                       | [ 363 ] |
| Michael Beasley                 | 4 mars         | Rockets de Houston                                                           | Shandong Lions (Chine)                                                       | [ 364 ] |
| Christian Wood                  | 4 mars         | 76ers de Philadelphie (Contrat de 10 jours)                                  | 87ers du Delaware (D-League)                                                 | [ 365 ] |
| Justin Harper                   | 5 mars         | Pistons de Détroit (Second contrat de 10 jours)                              | Pistons de Détroit (Second contrat de 10 jours)                              | [ 366 ] |
| Nazr Mohammed                   | 5 mars         | Thunder d'Oklahoma City (Sorti de sa retraite)                               | Bulls de Chicago                                                             | [ 367 ] |
| Coty Clarke                     | 7 mars         | Celtics de Boston (Contrat de 10 jours)                                      | Red Claws du Maine (D-League)                                                | [ 368 ] |
| Ty Lawson                       | 7 mars         | Pacers de l'Indiana                                                          | Rockets de Houston (Libéré le 1er mars)                                      | [ 369 ] |
| Sonny Weems                     | 7 mars         | 76ers de Philadelphie (claimed off waivers)                                  | Suns de Phoenix (Libéré le 5 mars)                                           | [ 370 ] |
| Chase Budinger                  | 8 mars         | Suns de Phoenix                                                              | Pacers de l'Indiana (Libéré le 5 mars)                                       | [ 371 ] |
| Alan Williams                   | 8 mars         | Suns de Phoenix (Contrat de 10 jours)                                        | Qingdao DoubleStar (Chine)                                                   | [ 372 ] |
| Andrew Goudelock                | 9 mars         | Rockets de Houston                                                           | Xinjiang Flying Tigers (Chine)                                               | [ 373 ] |
| Orlando Johnson                 | 9 mars         | Pelicans de La Nouvelle-Orléans (Contrat de 10 jours)                        | Spurs d'Austin (D-League)                                                    | [ 374 ] |
| Sean Kilpatrick                 | 9 mars         | Nets de Brooklyn (Second contrat de 10 jours)                                | Nets de Brooklyn (Second contrat de 10 jours)                                | [ 375 ] |
| Kevin Martin                    | 9 mars         | Spurs de San Antonio                                                         | Timberwolves du Minnesota (Libéré le 1er mars)                               | [ 376 ] |
| Jordan McRae                    | 9 mars         | Cavaliers de Cleveland (Signe pour le reste de la saison)                    | Cavaliers de Cleveland (Signe pour le reste de la saison)                    | [ 377 ] |
| Marcus Thornton                 | 9 mars         | Wizards de Washington                                                        | Rockets de Houston (Libéré le 26 février)                                    | [ 378 ] |
| Jorge Gutiérrez                 | 11 mars        | Hornets de Charlotte (Signe pour le reste de la saison)                      | Hornets de Charlotte (Signe pour le reste de la saison)                      | [ 379 ] |
| Briante Weber                   | 11 mars        | Grizzlies de Memphis (Contrat de 10 jours)                                   | Skyforce de Sioux Falls (D-League)                                           | [ 380 ] |
| Ray McCallum, Jr.               | 12 mars        | Grizzlies de Memphis (Contrat de 10 jours)                                   | Spurs de San Antonio (Libéré le 29 février)                                  | [ 381 ] |
| Greg Smith                      | 12 mars        | Timberwolves du Minnesota (Second contrat de 10 jours)                       | Timberwolves du Minnesota (Second contrat de 10 jours)                       | [ 382 ] |
| Alex Stepheson                  | 12 mars        | Grizzlies de Memphis (Contrat de 10 jours)                                   | Clippers de Los Angeles (Après 2 contrats de 10 jours)                       | [ 381 ] |
| Axel Toupane                    | 14 mars        | Nuggets de Denver (Second contrat de 10 jours)                               | Nuggets de Denver (Second contrat de 10 jours)                               | [ 383 ] |
| Jeff Ayres                      | 16 mars        | Clippers de Los Angeles (Contrat de 10 jours)                                | D-Fenders de Los Angeles (D-League)                                          | [ 384 ] |
| Jared Cunningham                | 16 mars        | Bucks de Milwaukee (Contrat de 10 jours)                                     | Stampede de l'Idaho (D-League)                                               | [ 385 ] |
| Tim Frazier                     | 16 mars        | Pelicans de La Nouvelle-Orléans (Contrat de 10 jours)                        | Red Claws du Maine (D-League)                                                | [ 386 ] |
| Xavier Munford                  | 16 mars        | Grizzlies de Memphis (Contrat de 10 jours)                                   | Jam de Bakersfield (D-League)                                                | [ 387 ] |
| Tony Wroten                     | 16 mars        | Knicks de New York                                                           | 76ers de Philadelphie (Libéré le 24 décembre)                                | [ 388 ] |
| Henry Sims                      | 17 mars        | Nets de Brooklyn (Contrat de 10 jours)                                       | Grand Rapids Drive (D-League)                                                | [ 389 ] |
| Lorenzo Brown                   | 18 mars        | Pistons de Détroit (Contrat de 10 jours)                                     | Grand Rapids Drive (D-League)                                                | [ 390 ] |
| Coty Clarke                     | 18 mars        | Celtics de Boston (Second contrat de 10 jours)                               | Celtics de Boston (Second contrat de 10 jours)                               | [ 391 ] |
| Alan Williams                   | 18 mars        | Suns de Phoenix (Signe pour le reste de la saison)                           | Suns de Phoenix (Signe pour le reste de la saison)                           | [ 392 ] |
| Sean Kilpatrick                 | 19 mars        | Nets de Brooklyn (Signe pour le reste de la saison)                          | Nets de Brooklyn (Signe pour le reste de la saison)                          | [ 393 ] |
| Jordan Farmar                   | 21 mars        | Grizzlies de Memphis (Contrat de 10 jours)                                   | Maccabi Tel-Aviv (Israël)                                                    | [ 394 ] |
| Ray McCallum, Jr.               | 22 mars        | Grizzlies de Memphis (Second contrat de 10 jours)                            | Grizzlies de Memphis (Second contrat de 10 jours)                            | [ 395 ] |
| Greg Smith                      | 23 mars        | Timberwolves du Minnesota (Signe pour le reste de la saison)                 | Timberwolves du Minnesota (Signe pour le reste de la saison)                 | [ 396 ] |
| Jordan Hamilton                 | 25 mars        | Pelicans de La Nouvelle-Orléans (Contrat de 10 jours)                        | Vipers de Rio Grande Valley (D-League)                                       | [ 397 ] |
| Axel Toupane                    | 25 mars        | Nuggets de Denver (Signe pour le reste de la saison)                         | Nuggets de Denver (Signe pour le reste de la saison)                         | [ 398 ] |
| Tim Frazier                     | 26 mars        | Pelicans de La Nouvelle-Orléans (Signe pour le reste de la saison)           | Pelicans de La Nouvelle-Orléans (Signe pour le reste de la saison)           | [ 399 ] |
| Xavier Munford                  | 27 mars        | Grizzlies de Memphis (Second contrat de 10 jours)                            | Grizzlies de Memphis (Second contrat de 10 jours)                            | [ 400 ] |
| Henry Sims                      | 27 mars        | Nets de Brooklyn (Second contrat de 10 jours)                                | Nets de Brooklyn (Second contrat de 10 jours)                                | [ 401 ] |
| Christian Wood                  | 27 mars        | 76ers de Philadelphie (Contrat de 10 jours)                                  | 87ers du Delaware (D-League)                                                 | [ 402 ] |
| Lorenzo Brown                   | 28 mars        | Pistons de Détroit (Second contrat de 10 jours)                              | Pistons de Détroit (Second contrat de 10 jours)                              | [ 403 ] |
| James Ennis                     | 30 mars        | Pelicans de La Nouvelle-Orléans (Contrat de 10 jours)                        | Energy de l'Iowa (D-League)                                                  | [ 404 ] |
| Jordan Farmar                   | 31 mars        | Grizzlies de Memphis (Signe pour le reste de la saison)                      | Grizzlies de Memphis (Signe pour le reste de la saison)                      | [ 405 ] |
| Bryce Cotton                    | 1er avril      | Grizzlies de Memphis (Contrat de 10 jours)                                   | Xinjiang Flying Tigers (Chine)                                               | [ 406 ] |
| Jordan Hamilton                 | 4 avril        | Pelicans de La Nouvelle-Orléans (Signe pour le reste de la saison)           | Pelicans de La Nouvelle-Orléans (Signe pour le reste de la saison)           | [ 407 ] |
| Henry Sims                      | 6 avril        | Nets de Brooklyn (Signe pour le reste de la saison)                          | Nets de Brooklyn (Signe pour le reste de la saison)                          | [ 408 ] |
| Xavier Munford                  | 7 avril        | Grizzlies de Memphis (Signe pour le reste de la saison)                      | Grizzlies de Memphis (Signe pour le reste de la saison)                      | [ 409 ] |
| Christian Wood                  | 7 avril        | 76ers de Philadelphie (Signe pour le reste de la saison)                     | 76ers de Philadelphie (Signe pour le reste de la saison)                     | [ 410 ] |
| James Ennis                     | 9 avril        | Pelicans de La Nouvelle-Orléans (Signe pour le reste de la saison)           | Pelicans de La Nouvelle-Orléans (Signe pour le reste de la saison)           | [ 411 ] |
| Briante Weber                   | 10 avril       | Heat de Miami                                                                | Skyforce de Sioux Falls (D-League)                                           | [ 412 ] |
| Bryce Cotton                    | 11 avril       | Grizzlies de Memphis (Signe pour le reste de la saison régulière)            | Grizzlies de Memphis (Signe pour le reste de la saison régulière)            | [ 413 ] |
| John Holland                    | 11 avril       | Celtics de Boston                                                            | Charge de Canton (D-League)                                                  | [ 414 ] |
| Dorell Wright                   | 12 avril       | Heat de Miami                                                                | Beikong Fly Dragons (Chine)                                                  | [ 415 ] |
| Lorenzo Brown                   | 13 avril       | Pistons de Détroit (Signe pour le reste de la saison)                        | Pistons de Détroit (Signe pour le reste de la saison)                        | [ 416 ] |
| Dahntay Jones                   | 13 avril       | Cavaliers de Cleveland                                                       | Grand Rapids Drive (D-League)                                                | [ 417 ] |

- Note: * : option du joueur - ** : option de l'équipe - *** : option terminale

### Joueurs partis à l'étranger
| * | Joueurs internationaux qui sont retournés dans leur pays. |

| Joueur             | Date de signature | Nouvelle équipe    | Nouveau pays | Équipe NBA                      | Cause départ NBA         | Référence |
| ------------------ | ----------------- | ------------------ | ------------ | ------------------------------- | ------------------------ | --------- |
| Pero Antić         | 30 juin           | Fenerbahçe Ülker   | Turquie      | Hawks d'Atlanta                 | Agent libre restreint    | [ 418 ]   |
| Dani Díez          | 8 juillet         | Unicaja Málaga     | Espagne      | Trail Blazers de Portland       | Non signé après la draft | [ 419 ]   |
| Vítor Faverani     | 10 juillet        | Maccabi Tel-Aviv   | Israël       | Celtics de Boston               | Non signé après la draft | [ 420 ]   |
| Joel Freeland      | 13 juillet        | CSKA Moscou        | Russie       | Trail Blazers de Portland       | Agent libre              | [ 421 ]   |
| Luigi Datome       | 14 juillet        | Fenerbahçe Ülker   | Turquie      | Celtics de Boston               | Agent libre              | [ 422 ]   |
| Nick Calathes*     | 15 juillet        | Panathinaïkos      | Grèce        | Grizzlies de Memphis            | Agent libre restreint    | [ 423 ]   |
| Alexey Shved*      | 16 juillet        | BC Khimki Moscou   | Russie       | Knicks de New York              | Agent libre              | [ 424 ]   |
| Miroslav Raduljica | 18 juillet        | Panathinaïkos      | Grèce        | Timberwolves du Minnesota       | Agent libre              | [ 425 ]   |
| Marcus Thornton    | 22 juillet        | Sydney Kings       | Australie    | Celtics de Boston               | Non signé après la draft | [ 426 ]   |
| Nate Wolters       | 24 juillet        | Beşiktaş JK        | Turquie      | Pelicans de La Nouvelle-Orléans | Agent libre              | [ 427 ]   |
| Nikola Milutinov   | 25 juillet        | Olympiakós         | Grèce        | Spurs de San Antonio            | Non signé après la draft | [ 428 ]   |
| Justin Hamilton    | 27 juillet        | Valencia CB        | Espagne      | Timberwolves du Minnesota       | Agent libre              | [ 429 ]   |
| Ognjen Kuzmić      | 27 juillet        | Panathinaïkos      | Grèce        | Warriors de Golden State        | Agent libre              | [ 430 ]   |
| Ekpe Udoh          | 28 juillet        | Fenerbahçe Ülker   | Turquie      | Clippers de Los Angeles         | Agent libre              | [ 431 ]   |
| Robbie Hummel      | 31 juillet        | Olimpia Milan      | Italie       | Timberwolves du Minnesota       | Agent libre              | [ 432 ]   |
| Jerel McNeal       | 31 juillet        | Aris Salonique     | Grèce        | Suns de Phoenix                 | Agent libre              | [ 433 ]   |
| Shavlik Randolph   | 31 juillet        | Liaoning Dinosaurs | Chine        | Nuggets de Denver               | Agent libre              | [ 434 ]   |

### Joueurs libérés
| Date         | Joueur              | Franchise                       | Ref     |
| ------------ | ------------------- | ------------------------------- | ------- |
| 29 juin      | Ben Gordon          | Magic d'Orlando                 | [ 435 ] |
| 29 juin      | Darius Morris       | Nets de Brooklyn                | [ 436 ] |
| 30 juin      | Caron Butler        | Bucks de Milwaukee              | [ 437 ] |
| 30 juin      | Shawne Williams     | Bucks de Milwaukee              | [ 437 ] |
| 9 juillet    | Austin Daye         | Hawks d'Atlanta                 | [ 438 ] |
| 9 juillet    | Luke Ridnour        | Raptors de Toronto              | [ 439 ] |
| 11 juillet   | Deron Williams      | Nets de Brooklyn                | [ 163 ] |
| 13 juillet   | Cory Jefferson      | Nets de Brooklyn                | [ 65 ]  |
| 13 juillet   | Jamaal Franklin     | Nuggets de Denver               |         |
| 13 juillet   | Cory Jefferson      | Nets de Brooklyn                |         |
| 15 juillet   | Lester Hudson       | Clippers de Los Angeles         | [ 440 ] |
| 15 juillet   | Phil Pressey        | Celtics de Boston               | [ 441 ] |
| 17 juillet   | Jerel McNeal        | Suns de Phoenix                 | [ 177 ] |
| 20 juillet   | Pablo Prigioni      | Nuggets de Denver               | [ 442 ] |
| 27 juillet   | Henry Walker        | Heat de Miami                   | [ 443 ] |
| 29 juillet   | Eric Moreland       | Kings de Sacramento             | [ 444 ] |
| 30 juillet   | Brendan Haywood     | Trail Blazers de Portland       | [ 445 ] |
| 30 juillet   | Ricky Ledo          | Knicks de New York              | [ 446 ] |
| 31 juillet   | Toney Douglas       | Pelicans de La Nouvelle-Orléans | [ 447 ] |
| 1er août     | Jordan Hamilton     | Clippers de Los Angeles         | [ 448 ] |
| 10 août      | Earl Clark          | Nets de Brooklyn                |         |
| 10 août      | Zoran Dragić        | Celtics de Boston               |         |
| 18 août      | Joey Dorsey         | Nuggets de Denver               |         |
| 18 septembre | Remi Yusuf          | Rockets de Houston              |         |
| 23 septembre | Anthony Bennett     | Timberwolves du Minnesota       |         |
| 23 septembre | Patrick Christopher | Grizzlies de Memphis            |         |
| 25 septembre | Kostas Papanikolaou | Nuggets de Denver               |         |
| 27 septembre | Gerald Wallace      | 76ers de Philadelphie           |         |
| 28 septembre | Mike Miller         | Trail Blazers de Portland       |         |
| 29 octobre   | Nate Robinson       | Pelicans de La Nouvelle-Orléans | [ 449 ] |
| 5 novembre   | Erick Green         | Nuggets de Denver               |         |
| 8 novembre   | Chuck Hayes         | Rockets de Houston              |         |
| 19 novembre  | Jimmer Fredette     | Pelicans de La Nouvelle-Orléans |         |
| 30 novembre  | Martell Webster     | Wizards de Washington           |         |
| 4 décembre   | Phil Pressey        | 76ers de Philadelphie           |         |
| 23 décembre  | Ryan Hollins        | Wizards de Washington           |         |
| 24 décembre  | Tony Wroten         | 76ers de Philadelphie           |         |
| 29 décembre  | Russ Smith          | Grizzlies de Memphis            |         |
| 4 janvier    | Christian Wood      | 76ers de Philadelphie           |         |
| 5 janvier    | Elijah Millsap      | Jazz de l'Utah                  |         |
| 7 janvier    | Bryce Cotton        | Suns de Phoenix                 |         |
| 7 janvier    | Ryan Hollins        | Grizzlies de Memphis            |         |
| 7 janvier    | Cory Jefferson      | Suns de Phoenix                 |         |
| 7 janvier    | Kostas Papanikolaou | Nuggets de Denver               | [ 450 ] |
| 12 janvier   | Joe Harris          | Magic d'Orlando                 |         |
| 18 février   | Tim Frazier         | Trail Blazers de Portland       |         |
| 18 février   | JaKarr Sampson      | 76ers de Philadelphie           |         |
| 18 février   | Anderson Varejão    | Trail Blazers de Portland       | [ 451 ] |
| 18 février   | J.J. Hickson        | Nuggets de Denver               |         |
| 18 février   | David Lee           | Celtics de Boston               | [ 452 ] |
| 18 février   | Steve Novak         | Nuggets de Denver               |         |
| 18 février   | Jarnell Stokes      | Pelicans de La Nouvelle-Orléans |         |
| 20 février   | Andrea Bargnani     | Nets de Brooklyn                | [ 453 ] |
| 22 février   | DeJuan Blair        | Suns de Phoenix                 | b       |
| 22 février   | Chris Copeland      | Bucks de Milwaukee              |         |
| 22 février   | Jared Cunningham    | Magic d'Orlando                 |         |
| 22 février   | John Jenkins        | Mavericks de Dallas             |         |
| 22 février   | Jason Thompson      | Warriors de Golden State        |         |
| 24 février   | Chris Copeland      | Magic d'Orlando                 |         |
| 25 février   | Joe Johnson         | Nets de Brooklyn                | [ 454 ] |
| 25 février   | Andre Miller        | Timberwolves du Minnesota       | [ 455 ] |
| 26 février   | Marcus Thornton     | Rockets de Houston              | [ 456 ] |
| 28 février   | Kris Humphries      | Suns de Phoenix                 |         |
| 29 février   | Ray McCallum, Jr.   | Spurs de San Antonio            |         |
| 29 février   | Beno Udrih          | Heat de Miami                   |         |
| 1er mars     | Anthony Bennett     | Raptors de Toronto              | [ 457 ] |
| 1er mars     | Ty Lawson           | Rockets de Houston              | [ 458 ] |
| 1er mars     | Kevin Martin        | Timberwolves du Minnesota       | [ 459 ] |
| 2 mars       | James Ennis         | Grizzlies de Memphis            | [ 460 ] |
| 5 mars       | Chase Budinger      | Pacers de l'Indiana             | [ 461 ] |
| 5 mars       | Sonny Weems         | Suns de Phoenix                 |         |
| 7 mars       | Christian Wood      | 76ers de Philadelphie           |         |
| 9 mars       | Rasual Butler       | Spurs de San Antonio            | [ 462 ] |
| 9 mars       | Gary Neal           | Wizards de Washington           |         |
| 10 mars      | Mario Chalmers      | Grizzlies de Memphis            | [ 463 ] |
| 27 mars      | Sonny Weems         | 76ers de Philadelphie           |         |
| 7 avril      | Ryan Hollins        | Grizzlies de Memphis            |         |

### Joueurs non retenus
Tous les joueurs non retenu dans l'équipe après les camps d’entraînements.
| Hawks d'Atlanta | Celtics de Boston                                                                                     | Nets de Brooklyn                                                   | Hornets de Charlotte | Bulls de Chicago                                                                                        |
| --- | --- | ------------------------------------------------------------------ | --- | --- |
| - Earl Barron - DeQuan Jones - Arsalan Kazemi - Terran Petteway - Édgar Sosa                                                    | - Coty Clarke - Perry Jones - Malcolm Miller - Levi Randolph - Corey Walden                           | - Ryan Boatright - Chris Daniels - Quincy Miller                   | - Sam Thompson - Jason Washburn - Damien Wilkins - Elliot Williams                                                                       | - Jake Anderson - Jordan Crawford - Stefhon Hannah - Marcus Simmons                                     |
| Cavaliers de Cleveland | Mavericks de Dallas                                                                                   | Nuggets de Denver                                                  | Pistons de Détroit | Warriors de Golden State                                                                                |
| - Dionte Christmas - Quinn Cook - Jack Cooley - Austin Daye - Michael Dunigan - Chris Johnson - Nick Minnerath - D. J. Stephens | - Brandon Ashley - Samuel Dalembert - Tu Holloway - Jarrid Famous - Jamil Wilson                      | - Matt Janning - Nick Johnson - Oleksiy Petcherov - Devin Sweetney | - Jordan Bachynski - Eric Griffin - Cartier Martin - Adonis Thomas                                                                       | - Chris Babb - Jarell Eddie - Ben Gordon - Xavier Henry - Tony Mitchell - Juwan Staten - Chris Udofia   |
| Rockets de Houston | Pacers de l'Indiana                                                                                   | Clippers de Los Angeles                                            | Lakers de Los Angeles | Grizzlies de Memphis                                                                                    |
| - Will Cummings - Arsalan Kazemi - Denzel Livingston - Joshua Smith - Jeremy Tyler - Chris Walker                               | - C.J. Fair - Kadeem Jack                                                                             | - Chuck Hayes - Nikoloz Tskitishvili                               | - Michael Frazier II - Jonathan Holmes - Robert Upshaw                                                                                   | - Sampson Carter - Yakhouba Diawara - Michael Holyfield - Lazeric Jones - Dan Nwaelele - Alex Stepheson |
| Heat de Miami | Bucks de Milwaukee                                                                                    | Timberwolves du Minnesota                                          | Pelicans de La Nouvelle-Orléans | Knicks de New York                                                                                      |
| - Keith Benson - Corey Hawkins - Tre Kelley - John Lucas III - Briante Weber - Greg Whittington                                 | - Jorge Gutiérrez - Jon Horford - Marcus Landry - Josh Powell - Charlie Westbrook                     | - Lorenzo Brown - Kleon Penn - Nick Wiggins                        | - Jeff Adrien - Mirza Begić - Bryce Dejean-Jones - Chris Douglas-Roberts - Jerome Jordan - Sean Kilpatrick - Bo McCalebb - Corey Webster | - Thanasis Antetokounmpo - Darion Atkins - Wesley Saunders - DaJuan Summers - Travis Trice              |
| Thunder d'Oklahoma City | Magic d'Orlando                                                                                       | 76ers de Philadelphie                                              | Suns de Phoenix | Trail Blazers de Portland                                                                               |
| - Michael Cobbins - Mustapha Farrakhan - Michael Qualls - Julyan Stone - Dez Wells - Talib Zanna                                | - Keith Appling - Nnanna Egwu - Melvin Ejim - Jordan Sibert - Greg Stiemsma                           |                                                                    | - Deonte Burton - Kyle Casey - Henry Sims - Terrico White                                                                                | - Omari Johnson - Phil Pressey                                                                          |
| Kings de Sacramento | Spurs de San Antonio                                                                                  | Raptors de Toronto                                                 | Jazz de l'Utah | Wizards de Washington                                                                                   |
| - Marshall Henderson - Vince Hunter - David Stockton                                                                            | - Jimmer Fredette - Youssou Ndoye - Keifer Sykes - Deshaun Thomas - Julian Washburn - Reggie Williams | - Michale Kyser - Ronald Roberts - Shannon Scott - Axel Toupane    | - Jack Cooley - Bryce Cotton - Treveon Graham - Grant Jerrett - J. J. O'Brien - E.J. Singler                                             | - Josh Harrellson - Jaron Johnson - Toure' Murry - Jaleel Roberts - Ish Smith                           |

## Draft

### Premier tour
| Choix | Joueur                  | Date signature | Équipe                                         | Équipe précédente            | Référence |
| ----- | ----------------------- | -------------- | ---------------------------------------------- | ---------------------------- | --------- |
| 1     | Karl-Anthony Towns      | 7 juillet      | Timberwolves du Minnesota                      | Wildcats du Kentucky         | [ 464 ]   |
| 2     | D'Angelo Russell        | 10 juillet     | Lakers de Los Angeles                          | Buckeyes d'Ohio State        | [ 465 ]   |
| 3     | Jahlil Okafor           | 7 juillet      | 76ers de Philadelphie                          | Blue Devils de Duke          | [ 466 ]   |
| 4     | Kristaps Porziņģis      | 30 juillet     | Knicks de New York                             | CDB Séville                  | [ 467 ]   |
| 5     | Mario Hezonja           | 10 juillet     | Magic d'Orlando                                | FC Barcelone                 | [ 468 ]   |
| 6     | Willie Cauley-Stein     | 16 juillet     | Kings de Sacramento                            | Wildcats du Kentucky         | [ 469 ]   |
| 7     | Emmanuel Mudiay         | 31 juillet     | Nuggets de Denver                              | Guangdong Southern Tigers    | [ 470 ]   |
| 8     | Stanley Johnson         | 22 juillet     | Pistons de Détroit                             | Wildcats de l'Arizona        | [ 471 ]   |
| 9     | Frank Kaminsky          | 2 juillet      | Hornets de Charlotte                           | Badgers du Wisconsin         | [ 472 ]   |
| 10    | Justise Winslow         | 3 juillet      | Heat de Miami                                  | Blue Devils de Duke          | [ 473 ]   |
| 11    | Myles Turner            | 13 juillet     | Pacers de l'Indiana                            | Longhorns du Texas           | [ 474 ]   |
| 12    | Trey Lyles              | 7 juillet      | Jazz de l'Utah                                 | Wildcats du Kentucky         | [ 475 ]   |
| 13    | Devin Booker            | 13 juillet     | Suns de Phoenix                                | Wildcats du Kentucky         | [ 476 ]   |
| 14    | Cameron Payne           | 10 juillet     | Thunder d'Oklahoma City                        | Racers de Murray State       | [ 477 ]   |
| 15    | Kelly Oubre             | 9 juillet      | Wizards de Washington (d'Atlanta via Brooklyn) | Jayhawks du Kansas           | [ 478 ]   |
| 16    | Terry Rozier            | 27 juillet     | Celtics de Boston                              | Cardinals de Louisville      | [ 479 ]   |
| 17    | Rashad Vaughn           | 17 juillet     | Bucks de Milwaukee                             | Rebels d'UNLV                | [ 480 ]   |
| 18    | Sam Dekker              | 22 juillet     | Rockets de Houston (de La Nouvelle-Orléans)    | Badgers du Wisconsin         | [ 481 ]   |
| 19    | Jerian Grant            | 30 juillet     | Knicks de New York (de Washington via Atlanta) | Fighting Irish de Notre Dame | [ 467 ]   |
| 20    | Delon Wright            | 3 juillet      | Raptors de Toronto                             | Utes de l'Utah               | [ 482 ]   |
| 21    | Justin Anderson         | 1er août       | Mavericks de Dallas                            | Cavaliers de la Virginie     | [ 483 ]   |
| 22    | Bobby Portis            | 7 juillet      | Bulls de Chicago                               | Razorbacks de l'Arkansas     | [ 484 ]   |
| 23    | Rondae Hollis-Jefferson | 6 juillet      | Nets de Brooklyn (de Portland)                 | Wildcats de l'Arizona        | [ 485 ]   |
| 24    | Tyus Jones              | 6 juillet      | Timberwolves du Minnesota (de Cleveland)       | Blue Devils de Duke          | [ 464 ]   |
| 25    | Jarell Martin           | 10 juillet     | Grizzlies de Memphis                           | Tigers de LSU                | [ 486 ]   |
| 26    | Nikola Milutinov        | —              | Spurs de San Antonio                           | KK Partizan Belgrade         |           |
| 27    | Larry Nance, Jr.        | 10 juillet     | Lakers de Los Angeles (de Houston)             | Cowboys du Wyoming           | [ 487 ]   |
| 28    | R. J. Hunter            | 27 juillet     | Celtics de Boston (des Clippers)               | Panthers de Georgia State    | [ 479 ]   |
| 29    | Chris McCullough        | 1er juillet    | Nets de Brooklyn (d'Atlanta)                   | Orange de Syracuse           | [ 488 ]   |
| 30    | Kevon Looney            | 7 juillet      | Warriors de Golden State                       | Bruins d'UCLA                | [ 489 ]   |

### Deuxième tour
| Choix | Joueur               | Date signature | Équipe                                                                                                  | Équipe précédente             | Référence |
| ----- | -------------------- | -------------- | --- | ----------------------------- | --------- |
| 31    | Cedi Osman           | —              | Cavaliers de Cleveland (de Minnesota)                                                                   | Anadolu Efes                  |           |
| 32    | Montrezl Harrell     | 19 septembre   | Rockets de Houston (de New York)                                                                        | Cardinals de Louisville       | [ 490 ]   |
| 33    | Jordan Mickey        | 20 juillet     | Celtics de Boston (de Philadelphie, via Miami)                                                          | Tigers de LSU                 | [ 491 ]   |
| 34    | Anthony Brown        | 9 juillet      | Lakers de Los Angeles                                                                                   | Cardinal de Stanford          | [ 492 ]   |
| 35    | Willy Hernangómez    | —              | Knicks de New York (de Philadelphie)                                                                    | CDB Séville                   |           |
| 36    | Rakeem Christmas     | 27 juillet     | Pacers de l'Indiana (de Minnesota via Sacramento, Houston et Cleveland)                                 | Orange de Syracuse            | [ 207 ]   |
| 37    | Richaun Holmes       | 31 juillet     | 76ers de Philadelphie (de Denver, via Minnesota, Portland et Houston)                                   | Falcons de Bowling Green      | [ 493 ]   |
| 38    | Darrun Hilliard      | 20 juillet     | Pistons de Détroit                                                                                      | Wildcats de Villanova         | [ 494 ]   |
| 39    | Juan Pablo Vaulet    | —              | Nets de Brooklyn (de Charlotte)                                                                         | Estudiantes de Bahía Blanca   |           |
| 40    | Josh Richardson      | 3 août         | Heat de Miami                                                                                           | Volunteers du Tennessee       | [ 495 ]   |
| 41    | Pat Connaughton      | 9 juillet      | Trail Blazers de Portland (de Brooklyn)                                                                 | Fighting Irish de Notre Dame  | [ 496 ]   |
| 42    | Olivier Hanlan       | —              | Jazz de l'Utah                                                                                          | Eagles de Boston College      |           |
| 43    | Joseph Young         | 14 juillet     | Pacers de l'Indiana                                                                                     | Ducks de l'Oregon             | [ 497 ]   |
| 44    | Andrew Harrison      | —              | Grizzlies de Memphis (de Phoenix)                                                                       | Wildcats du Kentucky          |           |
| 45    | Marcus Thornton      | —              | Celtics de Boston                                                                                       | Tribe de William & Mary       |           |
| 46    | Norman Powell        | 15 juillet     | Raptors de Toronto (de Milwaukee)                                                                       | Bruins d'UCLA                 | [ 498 ]   |
| 47    | Artūras Gudaitis     | —              | 76ers de Philadelphie (de La Nouvelle-Orléans, via Clippers et Washington)                              | Žalgiris Kaunas               |           |
| 48    | Dakari Johnson       | —              | Thunder d'Oklahoma City                                                                                 | Wildcats du Kentucky          |           |
| 49    | Aaron White          | —              | Wizards de Washington                                                                                   | Hawkeyes de l'Iowa            |           |
| 50    | Marcus Eriksson      | —              | Hawks d'Atlanta (de Toronto)                                                                            | FC Barcelone                  |           |
| 51    | Tyler Harvey         | —              | Orlando Magic (de Chicago)                                                                              | Eagles d'Eastern Washington   |           |
| 52    | Satnam Singh Bhamara | —              | Mavericks de Dallas                                                                                     | IMG Academy (en)              |           |
| 53    | Sir'Dominic Pointer  | —              | Cavaliers de Cleveland (de Portland, via Cleveland, Chicago et Denver)                                  | Red Storm de Saint John       |           |
| 54    | Dani Díez            | —              | Trail Blazers de Portland Jazz de l'Utah[pas clair] (d'Utah via Cleveland)                              | Gipuzkoa                      |           |
| 55    | Cady Lalanne         | —              | Spurs de San Antonio                                                                                    | Minutemen d'UMass             |           |
| 56    | Branden Dawson       | 15 juillet     | Clippers de Los Angeles Pelicans de La Nouvelle-Orléans[pas clair] (de La Nouvelle-Orléans via Memphis) | Spartans de Michigan State    | [ 499 ]   |
| 57    | Nikola Radičević     | —              | Nuggets de Denver (des Clippers)                                                                        | CDB Séville                   |           |
| 58    | J. P. Tokoto         | 27 septembre   | 76ers de Philadelphie (de Houston)                                                                      | Tar Heels de Caroline du Nord |           |
| 59    | Dimitrios Agravanis  | —              | Hawks d'Atlanta                                                                                         | Olympiakós                    |           |
| 60    | Luka Mitrović        | —              | 76ers de Philadelphie (de Golden State via Indiana)                                                     | Étoile rouge de Belgrade      |           |

### Draft précédentes
| Année | no | Nom                    | Date signature | Équipe                    | Équipe précédente                 | Réf     |
| ----- | -- | ---------------------- | -------------- | ------------------------- | --------------------------------- | ------- |
| 2013  | 47 | Raul Togni Neto        | 9 juillet      | Jazz de l'Utah            | CB Murcie (Espagne)               | [ 500 ] |
| 2014  | 43 | Walter Tavares         | 9 juillet      | Hawks d'Atlanta           | CB Gran Canaria (Espagne)         | [ 501 ] |
| 2010  | 35 | Nemanja Bjelica        | 14 juillet     | Timberwolves du Minnesota | Fenerbahçe Ülkerspor (Turquie)    | [ 502 ] |
| 2010  | 31 | Tibor Pleiss           | 14 juillet     | Jazz de l'Utah            | FC Barcelone (Espagne)            | [ 503 ] |
| 2014  | 48 | Lamar Patterson        | 24 juillet     | Hawks d'Atlanta           | Tofaş Spor Kulübü (Turquie)       | [ 199 ] |
| 2014  | 41 | Nikola Jokić           | 28 juillet     | Nuggets de Denver         | KK Mega Leks (Serbie)             | [ 504 ] |
| 2014  | 29 | Josh Huestis           | 30 juillet     | Thunder d'Oklahoma City   | Blue d'Oklahoma City (D-League)   | [ 505 ] |
| 2014  | 51 | Thanásis Antetokoúnmpo | 7 août         | Knicks de New York        | Westchester Knicks (D-League)     | [ 506 ] |
| 2008  | 56 | Sasha Kaun             | 9 septembre    | Cavaliers de Cleveland    | CSKA Moscou (Russie)              | [ 507 ] |
| 2014  | 58 | Jordan McRae           | 27 septembre   | 76ers de Philadelphie     | 87ers du Delaware (D-League)      |         |
| 2013  | 58 | DeShaun Thomas         | 28 septembre   | Spurs de San Antonio      | FC Barcelone (Espagne)            |         |
| 2013  | 54 | Arsalan Kazemi         | 29 septembre   | Hawks d'Atlanta           | Chongqing Soaring Dragons (Chine) | [ 508 ] |